# Winston Churchill
Sir Winston Leonard Spencer-Churchill (Woodstock, 30 de novembre de 1874 - Londres, 24 de gener de 1965) va ser un polític, militar i escriptor britànic, primer ministre del Regne Unit durant la Segona Guerra Mundial, entre 1940 i 1945, amb un segon mandat de 1951 a 1955. Amb formació com a oficial de l'Exèrcit Britànic, va ser un destacat home d'estat amb una notable oratòria, historiador, pintor i cronista. És l'únic primer ministre guardonat amb el Premi Nobel de Literatura, el 1953.
Va rebre molts honors en reconeixement de la seva tasca, com el de ser el primer ciutadà Honorífic dels Estats Units, l'orde de la Lligacama, orde del Mèrit, orde dels Companys d'Honor, Condecoració Territorial, Royal Society, Consell Privat del Regne Unit.
Churchill va néixer en el si de la família aristocràtica dels ducs de Marlborough, una branca de la família Spencer. El seu pare, lord Randolph Churchill, va ser un polític carismàtic que va exercir com a ministre d'Hisenda, i la seva mare, Jennie Jerome, era una figura distingida de la societat nord-americana. Estudià a Harrow School i ingressà a l'Exèrcit Britànic; durant la seva carrera militar, entrà en combat a l'Índia, al Sudan i a la Segona Guerra Bòer. Adquirí fama i notorietat com a corresponsal de guerra i pels llibres que va escriure descrivint les campanyes a Sud-àfrica. La popularitat que li atorgaren li permeté dedicar-se a la política. També va servir breument al Front Occidental en la I Guerra Mundial comandant el 6è Batalló dels Reials Fusellers Escocesos.
Igualment, va ser un membre destacat de la fracmaçoneria, des que el 1901 es va iniciar a la lògia Studholme.
Va estar a primera línia de l'escena política durant gairebé 60 anys, servint en diversos càrrecs i formant part del gabinet. Abans de la Primera Guerra Mundial serví com a secretari de Comerç, secretari de l'Interior, sotssecretari d'Estat per a les Colònies i primer lord de l'Almirallat, formant part del govern liberal d'Asquith. Durant la guerra continuà sent el primer lord de l'Almirallat fins al desastre que causà la seva sortida del govern. Tornà com a ministre de Munició, secretari d'Estat de la Guerra i secretari d'Estat de l'Aire. Durant els anys d'entre guerres, serví com a canceller d'Hisenda al govern conservador de Stanley Baldwin de 1924 a 1929, des d'on el 1925 va provocar un polèmic retorn de la lliura esterlina al patró or en la seva paritat anterior a la guerra, un moviment àmpliament vist com la creació d'una pressió deflacionista a l'economia del Regne Unit. També va ser controvertida la seva oposició a l'augment de l'autonomia de l'Índia i la resistència el 1936 a l'abdicació d'Eduard VIII.
Va advertir sobre els riscos de l'arribada al poder d'Adolf Hitler a Alemanya i el seu rearmament, per bé que durant un temps no va ser més que una veu al desert. Després de l'esclat de la Segona Guerra Mundial, Churchill tornà a ser nomenat primer lord de l'Almirallat. Després de la dimissió de Neville Chamberlain el 10 de maig de 1940, Churchill esdevingué el primer ministre del Regne Unit. La seva ferma negativa a considerar la derrota, la rendició o un compromís de pau va ajudar a inspirar la resistència britànica, especialment durant els difícils primers dies de la guerra, quan Gran Bretanya es va quedar sola entre els països europeus en la seva oposició activa a Adolf Hitler. Exercí un lideratge que portà la Gran Bretanya a la victòria contra les Potències de l'Eix.
Churchill sempre va destacar pels seus discursos, radiats a la població, en què els donava ànims per continuar la guerra fins al final.
Després que el Partit Conservador perdés les eleccions de 1945, esdevingué líder de l'oposició. El 1951 tornà a guanyar les eleccions i tornà a ser primer ministre del Regne Unit, per bé que cada cop delegava més tasques en els seus ministres, fins que es retirà, finalment, el 1955 per motius de salut.
En morir, la reina li atorgà l'honor d'un funeral d'estat (honor que durant el segle xx només reberen lord Roberts i ell), que provocà un dels aplecs més gran d'estadistes de tot el món.

## Biografia

### Joventut

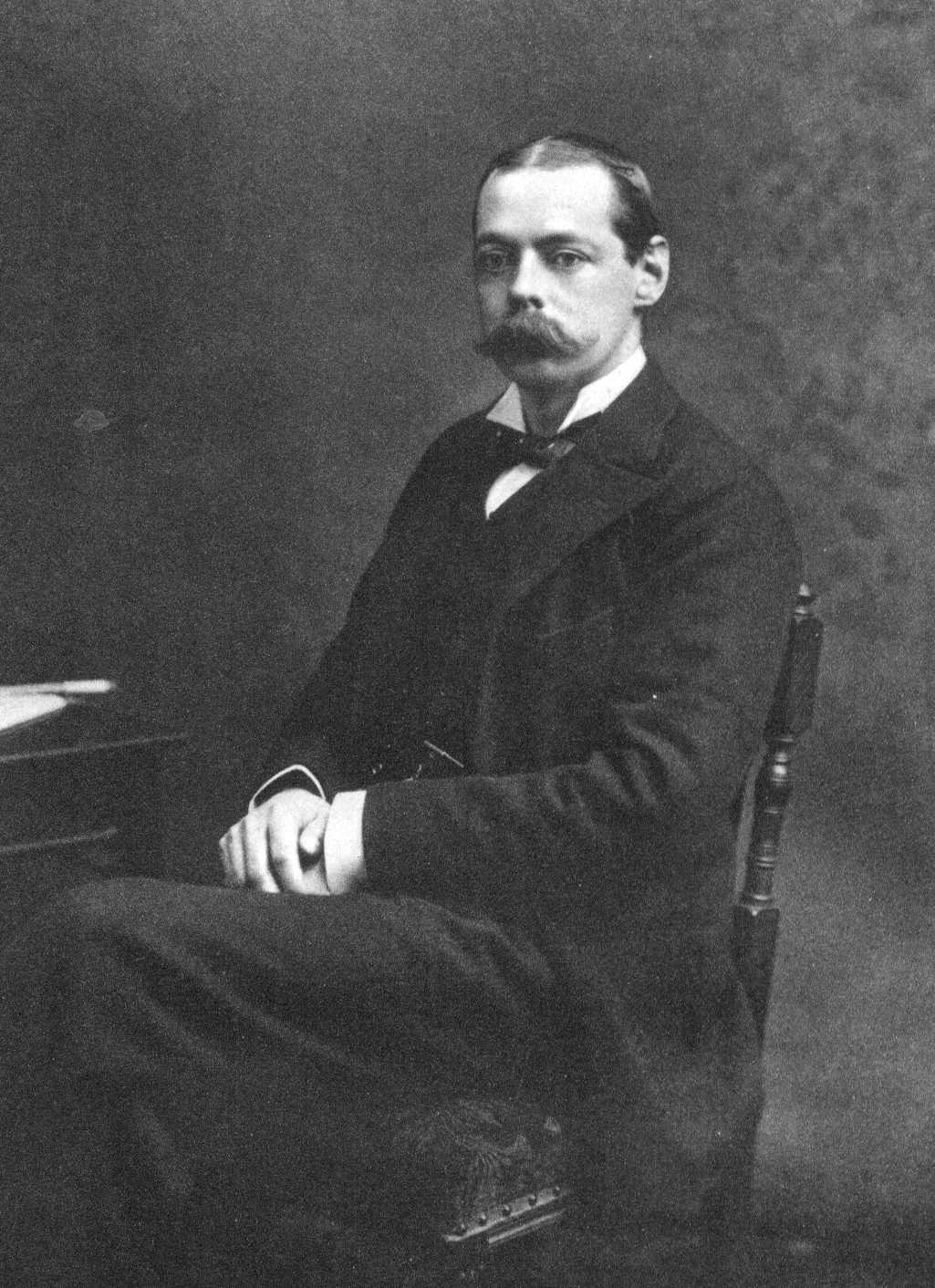
Lord Randolph Henry Spencer Churchill, pare de Winston Churchill

Descendent de la famosa família Spencer, Winston Leonard Spencer-Churchill, igual que el seu pare, va fer servir el cognom Churchill en la seva vida pública. El seu avantpassat, George Spencer va modificar el seu cognom a Spencer-Churchill el 1817, quan esdevingué duc de Marlborough, per fer més clara la seva descendència de John Churchill, 1r duc de Marlborough. El pare de Winston, Lord Randolph Churchill, el tercer fill de John Spencer-Churchill, 7è duc de Marlborough era polític, mentre que la seva mare, Lady Randolph Churchill (nascuda Jennie Jerome), era filla del milionari nord-americà Leonard Jerome. Va néixer setmesó el 30 de novembre de 1874 al palau de Blenheim a Woodstock, al comtat d'Oxfordshire. Winston tenia un germà, John Strange Spencer-Churchill.
Independent i rebel per naturalesa, Churchill normalment aconseguia un pobre rendiment escolar, per la qual cosa era castigat. La seva infància va transcórrer principalment en internats escolars, incloent-hi el Headmaster's House del col·legi de Harrow, on ingressà el 17 d'abril de 1888. Una anècdota interessant és que en el seu examen d'ingrés, en l'apartat de llatí, només va escriure el nom de l'assignatura i el seu, ja que no sabia què més escriure. Malgrat això, va ser acceptat en la institució, tot i que sempre el van posar en la divisió més endarrerida del col·legi, on principalment s'ensenyava anglès, matèria en què sempre va destacar. Actualment a Harrow existeix el premi Churchill que s'atorga a l'assaig en anglès. Churchill tenia una personalitat independent i no va assolir gaires mèrits acadèmics, ja que suspengué diverses matèries, però no matemàtiques ni història, en què sovint era dels millors alumnes, a més de ser el campió escolar d'esgrima, però la seva negativa a estudiar els clàssics li va impedir qualsevol millora a Harrow. Des d'aquesta institució inicià la carrera militar i poques setmanes després d'arribar-hi s'uní al Cos de Fusellers de Harrow.
Durant el seu període escolar, rarament era visitat per la seva mare (llavors coneguda com a Lady Randolph), a la qual adorava i a qui sovint escrivia cartes demanant-li que el visités o que li permetessin viatjar per visitar-la. No obstant això, tenia una relació distant amb son pare (arribà a dir posteriorment que amb prou feines havien parlat l'un amb l'altre), tot i que posteriorment continuaria la seva carrera (el 1886, Winston va exclamar: Mon pare és el canceller d'Hisenda, i jo ho seré un dia). Aquesta manca de contacte amb els pares la va substituir amb el contacte amb la seva mainadera, Elizabeth Anne Everest, a qui anomenava "Woomany". Son pare va morir el 24 de gener de 1895, deixant el jove Churchill amb la convicció que ell també moriria jove (una convicció que es demostraria errònia, car va morir amb 90 anys), motiu pel qual s'havia d'afanyar per deixar la seva empremta al món. L'experiència de la seva infantesa solitària i desolada la portaria amb ell durant tota la vida.

#### Defecte de la parla

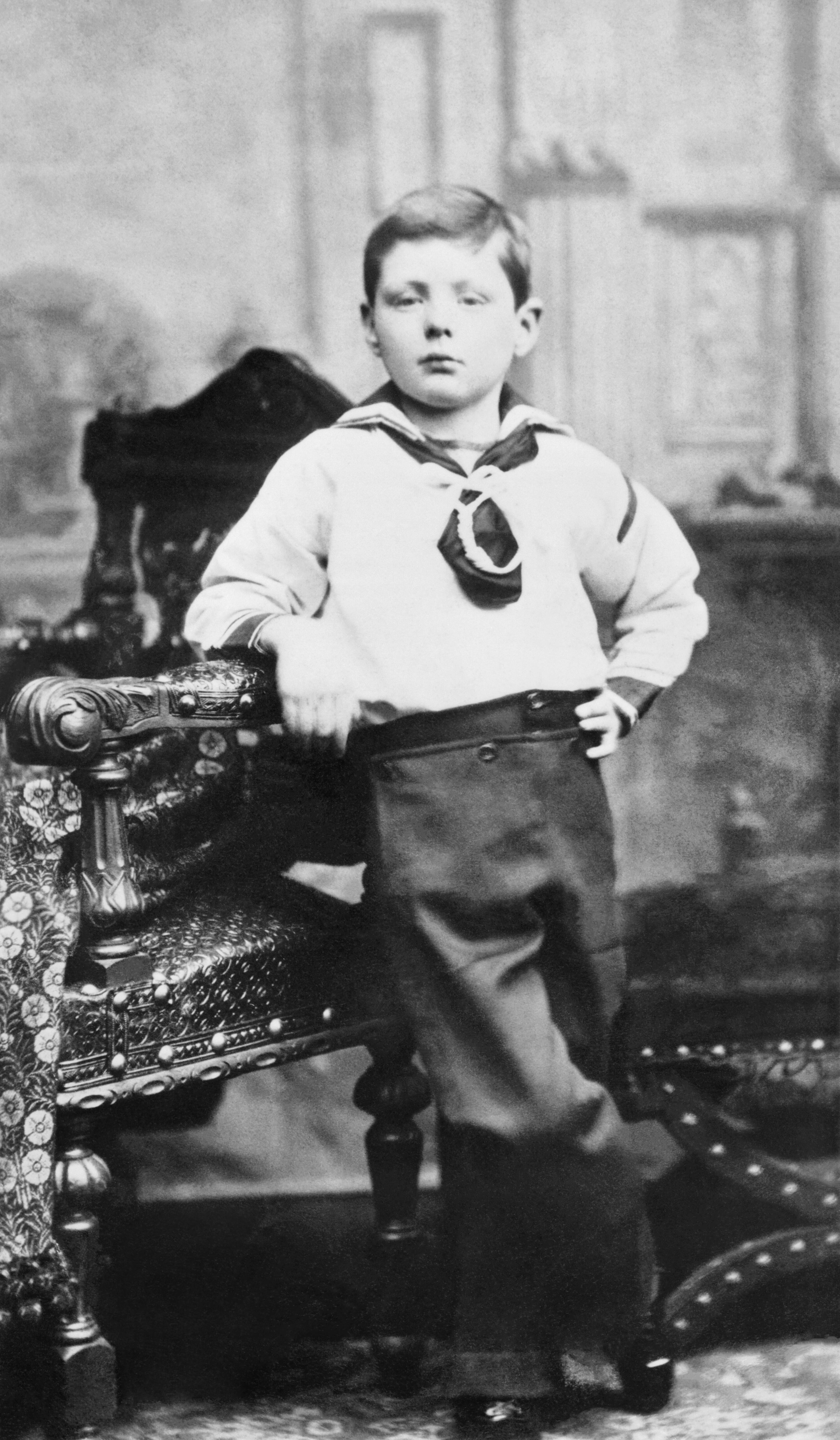
El petit Winston Churchill el 1881, amb 7 anys

Churchill deia de si mateix que tenia una «dificultat de pronúncia» que treballava per superar. Després de molts anys, finalment afirmà que «la meva dificultat no em destorba». Molts logopedes sovint mostren vídeos de com Churchill pronunciava els seus discursos, i diversos autors ho citen com una de les característiques del personatge. El Churchill Centre nega l'afirmació que Churchill quequegés, malgrat que confirma que tenia dificultats a l'hora de pronunciar el so de la essa i que parlava papissot. Son pare també hi parlava.

#### Casament i fills
Winston Churchill va conèixer la seva futura esposa, Clementine Hozier, el 1904, en un ball a Crewe House, llar del comte de Crewe. El 1908 tornaren a coincidir en un sopar. Churchill estava assegut al costat de Clementine, i ben aviat començà un romanç que durà tota la vida. Li proposà matrimoni el 10 d'agost de 1908, i es casaren el 12 de setembre a l'Església de Santa Margarida (Westminster); oficià el casament el bisbe de St. Asaph. El març de 1909, la parella es mudà a una casa al 33 d'Eccleston Square.
El primer fill de la parella, Diana, va néixer a Londres l'11 de juliol de 1909. Després del naixement, Clementine es desplaçà a Sussex per recuperar-se, mentre que Diana es quedà a Londres amb una dida. El 28 de maig de 1911 van tenir el segon fill, Randolph. La tercera, Sarah, va néixer el 7 d'octubre de 1914. El naixement va quedar marcat per l'ansietat de Clementine, car Winston havia estat enviat a Anvers pel gabinet per «enfortir la resistència de la ciutat», després que arribessin notícies que els belgues volien rendir-la.
Clementine encara tindria un quart fill, Marigold Frances Churchill, el 15 de novembre de 1918, quatre dies després del final oficial de la I Guerra Mundial. Els primers dies d'agost de 1921, confiaren els fills a una institutriu francesa de Kent anomenada Mademoiselle Rose. Clementine, mentrestant, viatjà cap a Eaton Hall per jugar a tennis amb Hugh Grosvenor i la seva família. Mentre estava amb Mademoiselle Rose, Marigold va tenir un refredat que, malgrat que semblava que se n'havia recuperat, es convertí en una sèpsia que li provocà la mort el 23 d'agost de 1921. El 15 de setembre de 1922, va néixer el darrer fill dels Churchill, Mary. Aquell mateix mes, els Churchill van comprar Chartwell, que es convertiria en la seva llar per sempre.

### Servei a l'Exèrcit

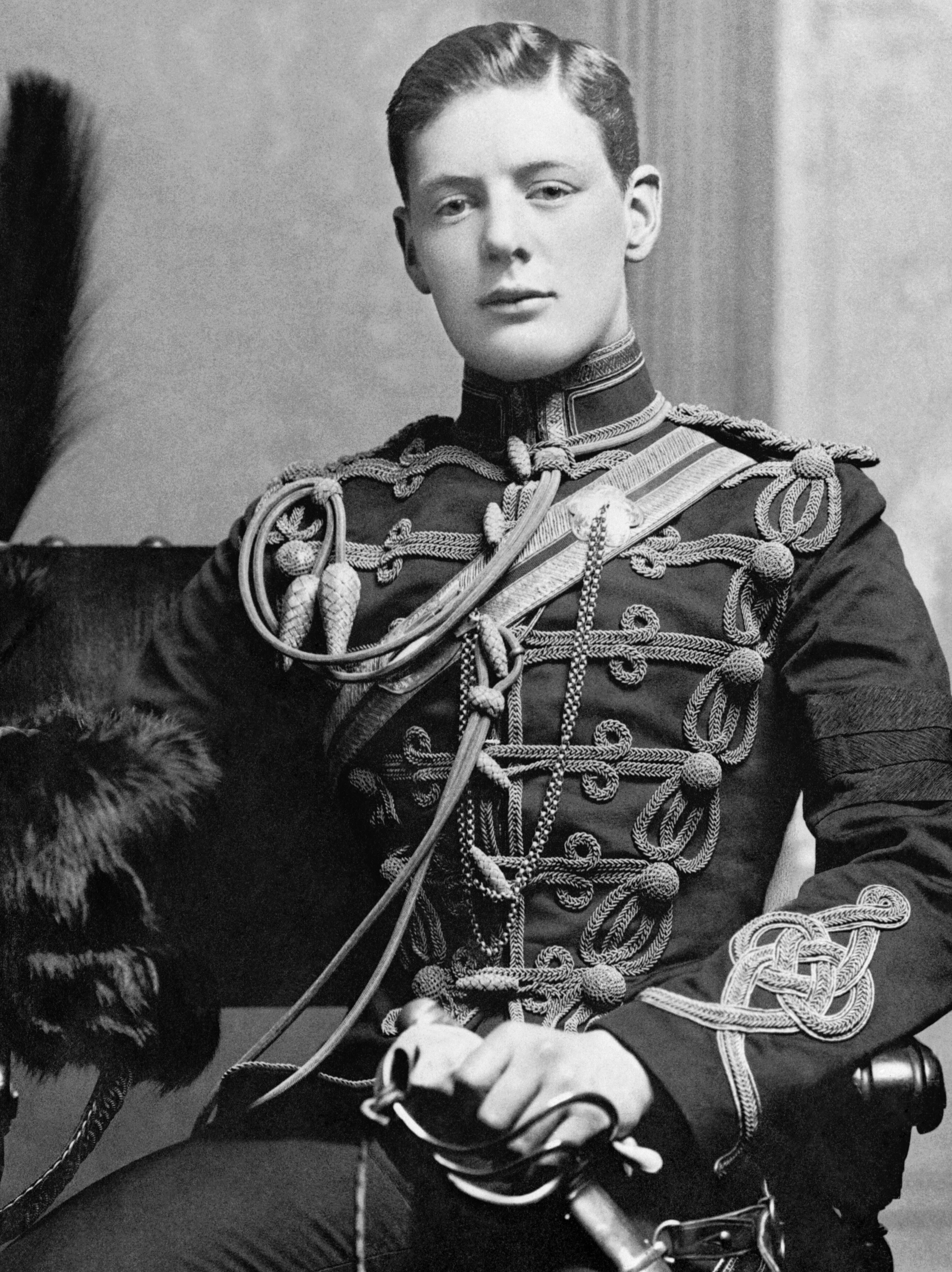
Churchill vestit amb l'uniforme d'hússar el 1895.

Després d'abandonar Harrow el 1893, Churchill es preparà per accedir a la Reial Acadèmia Militar de Sandhurst. Va necessitar 3 intents abans de superar l'examen d'accés; va orientar-se cap a cavalleria abans que infanteria, ja que el nivell de requeriments era menor i no s'exigia aprendre matemàtiques, una matèria que no li agradava. Es graduà el vuitè d'una promoció de 150 cadets el desembre de 1894, i tot i que podria haver demanat el trasllat a un regiment d'infanteria (com era el desig del seu pare), preferí quedar-se a cavalleria, rebent el despatx de Second Lieutenant al 4t Regiment d'Hússars de la Reina el 20 de febrer de 1895.
El 1895 va anar a Cuba com a observador de la tècnica de guerrilles a la guerra d'Independència cubana, on també va fer de corresponsal per al Daily Graphic.
Va ser destinat a l'Índia per lluitar contra els paixtus i participà en el setge de Malakand. Posteriorment anà al Sudan, on participà el setembre de 1898 en la batalla d'Omdurman, descrita com la darrera càrrega de cavalleria britànica, que va ser molt cruenta. Amb l'esclat de la Segona Guerra Bòer, Churchill va ser enviat a Sud-àfrica com a corresponsal de premsa. El capturaren els bòers, però aconseguí fugir des de la presó. Va ser dels primers a entrar a Ladysmith i a Pretòria. El 1900 es retirà de l'exèrcit regular, per unir-se el 1902 al cos de voluntaris Imperial Yeomanry, on va ser nomenat Capità dels Queen's Own Oxfordshire Hussars el 4 de gener de 1902. L'abril del 1905 va ser promogut a Major i nomenat comandant de l'Esquadró Henley dels Queen's Own Oxfordshire Hussars. El setembre del 1916 va ser transferit a les reserves territorials d'oficials, on va romandre fins al seu retir el 1924. El 4 d'abril de 1939, va ser fet Comodor de l'Aire Honorífic del 615è Esquadró (Comtat de Surrey) a la Força Aèria Auxiliar; i el 1941 rebé els galons de coronel dels Hússars.

### Carrera política fins a la Segona Guerra Mundial

#### Primers anys al Parlament

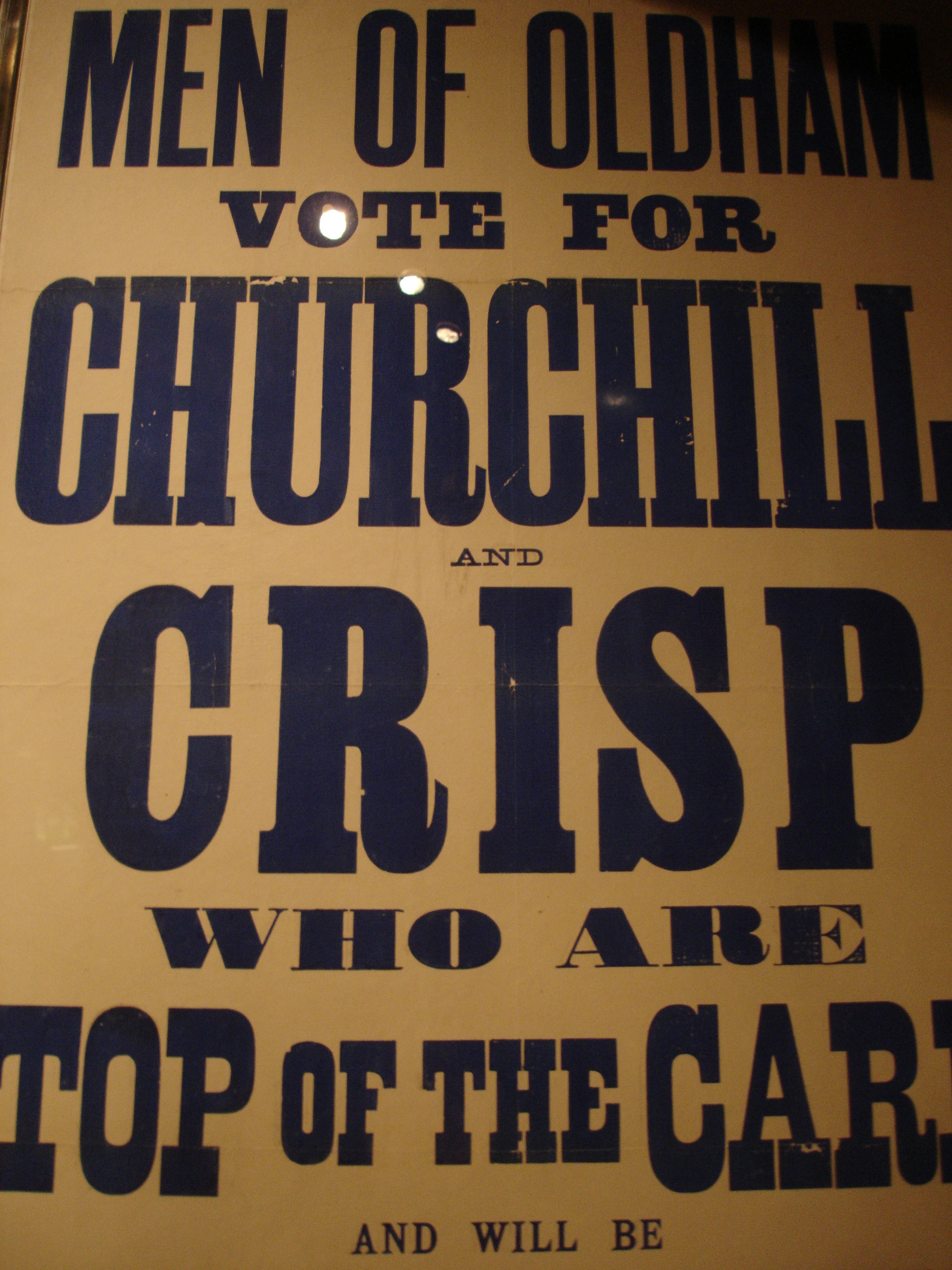
Cartell electoral de Churchill per a les eleccions de 1899 per Oldham, que perdé

Churchill es presentà de nou per l'escó d'Oldham a les eleccions generals de 1900. Després d'aconseguir l'escó, marxà a una gira de conferències per la Gran Bretanya i els Estats Units i guanyà unes 10,000 £. S'ha de tenir en compte que els membres del Parlament, llavors no rebien cap mena d'honoraris, i Churchill no era pas un home ric, encara que formés part d'una família influent. Als Estats Units, Mark Twain el presentà com orador en un dels seus discursos, i sopà amb Theodore Roosevelt, llavors vicepresident dels Estats Units.
Al Parlament, formà part de la facció dissident del Partit Conservador, encapçalada per Lord Hugh Cecil: els Hughligans. Durant la seva primera sessió parlamentària, s'oposà (contra l'opinió majoritària dins del seu partit) al pressupost presentat pel govern per a l'Exèrcit, ja que el considerava extravagant. També s'oposà al cap del Partit Conservador, Joseph Chamberlain, quan aquest proposà una pujada de tarifes aranzelàries molt forta per tal de preservar la preeminència del Regne Unit a l'economia mundial. Això li reportà una profunda animadversió dels membres del Partit Conservador. En una ocasió, els parlamentaris conservadors es retiraren de l'hemicicle quan ell feia ús de la paraula. El districte d'Oldham li retirà el seu suport, encara que va continuar representant-lo fins a les eleccions generals de 1906. Això arribà fins al punt que el 1904, després del recés de Pentecosta, travessà la sala i s'assegué al costat del Partit Liberal. Com a liberal, seguí fent campanya pel comerç lliure i per portar als països occidentals cap a una política de mercat lliure. Quan els liberals arribaren al govern amb Henry Campbell-Bannerman com a primer ministre el desembre de 1905, Churchill va ser nomenat Sotssecretari d'Estat per a les Colònies, ocupant-se principalment de Sud-àfrica després de la Segona Guerra Bòer. La seva primera missió va ser participar en l'elaboració d'una constitució pels territoris del Transvaal i la Colònia del Riu Orange; també hagué d'ocupar-se del problema de l'esclavatge xinès a les mines sud-africanes.
Entre 1903 i 1905 es va dedicar a la redacció del llibre Lord Randolph Churchill, una biografia del seu pare en dos volums, publicada el 1906 que va ser acollida amb crítiques molt favorables, encara que algunes de les característiques menys atractives del seu pare van ser suavitzades.
En saber que ja no podria aspirar més a la reelecció per Oldham, Churchill va canviar de districte electoral i es presentà pel de Manchester North West. Aconseguí l'escó a les eleccions generals de 1906 amb una majoria de 1.214 vots i l'ocupà durant dos anys, fins al 1908. Ben aviat Churchill es convertí en un dels membres més prominents del gabinet, i, quan el primer ministre, Campbell-Bannerman, va ser substituït per Herbert Henry Asquith el 1908, Churchill es va incorporar al gabinet com a responsable de la Direcció de Comerç. En aquella època, un nou membre del gabinet havia de buscar-se la reelecció al seu districte electoral. Churchill perdé les eleccions a Manchester, però aviat ho aconseguí pel districte de Dundee. Com a Director de Comerç, feu costat al recentment nomenat canceller d'Hisenda Lloyd George, en oposició al primer Lord de l'Almirallat, que volia més pressupost per a la construcció de vaixells del tipus dreadnoughts, i en suport de les reformes liberals. El 1908 introduí la Llei del Ministeri de Comerç, marcant un salari mínim per primer cop al Regne Unit. L'any 1909 va fer aprovar la Llei dels Canvis Laborals per ajudar els aturats a trobar feina. També col·laborà en l'esborrany de la primera legislació sobre el subsidi d'atur, la Llei d'Assegurança Nacional de 1911.

Churchill el 1904

Churchill també donà suport al pressupost, esdevenint president de la "Lliga Pressupostària", una organització creada en resposta a la "Lliga en Protesta pel Pressupost" de l'oposició. El pressupost incloïa la introducció de nous impostos sobre la salut per permetre la creació de nous programes de benestar social. Després que la llei pressupostària fos presentada als Comuns el 1909, va ser vetada a la Cambra dels Lords. Els liberals lluitaren i guanyaren dues eleccions generals al gener i al desembre de 1910 per obtenir un mandat per a les seves reformes. El pressupost finalment tirà endavant mitjançant la llei del Parlament de 1911, per la qual també havien fet campanya. El 1910 va ser promogut a la Secretaria d'Interior, nomenament que despertà controvèrsia, després de les seves respostes al setge de Sidney Street, a la revolta de Tonypandy o a les sufragistes.
El 1910, un grup de miners del carbó de la vall de Rhondda iniciaren el que s'ha conegut com la revolta de Tonypandy. El cap de la policia de Glamorgan demanà tropes per ajudar a la policia a controlar la revolta. Churchill, quan s'assabentà que les tropes ja estaven de camí, va permetre que arribessin fins a Swindon i a Cardiff, però bloquejà el seu desplegament. El Times criticà aquesta decisió, i davant d'això, sembla que Churchill ordenà a les tropes atacar, i la seva reputació a Gal·les i als cercles laboristes mai no es recuperaria.

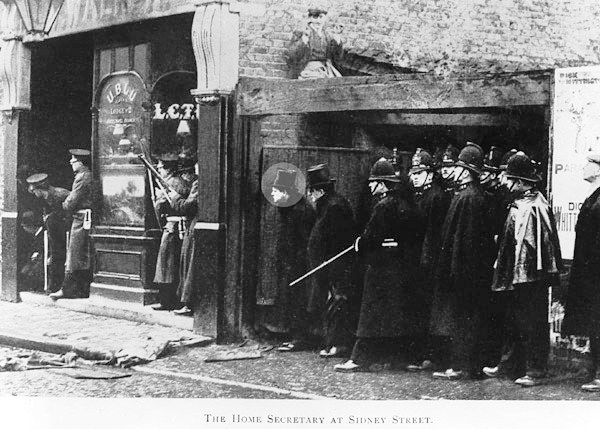
Winston Churchill (encerclat) a Sidney Street, el 3 de gener de 1911.

Els primers dies de gener de 1911, Churchill realitzà una controvertida visita al setge de Sidney Street, a Londres. En una fotografia que es va fer famosa en aquells temps, Churchill apareix en una cantonada, mirant-se la batalla que s'estava produint entre un grup d'anarquistes que havien assaltat un edifici i la guàrdia escocesa. A l'edifici s'inicià un incendi, i Churchill es negà a avisar els bombers, forçant els anarquistes a escollir entre la rendició i la mort. És incert si volia obtenir un comandament operatiu, i la seva presència comportà moltes crítiques. Arthur Balfour remarcà que "ell (Churchill) i un fotògraf van arriscar vides valuoses. Puc entendre el que feia allà el fotògraf, però què hi estava fent un molt honorable cavaller?". El biògraf Roy Jenkins suggereix que Churchill simplement no es podia resistir a anar a veure la festa per si mateix, i que, de fet, no havia donat aquelles ordres.
Churchill proposà solucionar el problema de les sufragistes mitjançant un referèndum, però no aconseguí l'aprovació de Herbert Henry Asquith, i el tema del sufragi femení quedaria sense resoldre fins després de la Primera Guerra Mundial.

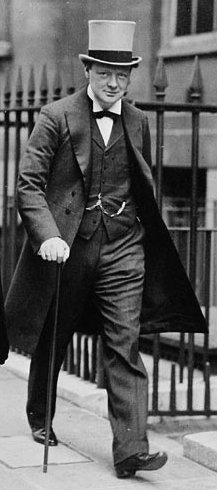
Churchill el 1911, com a Primer Lord de l'Almirallat.

El 1911, Churchill va ser destinat a l'oficina del primer Lord de l'Almirallat, càrrec que ocuparia durant l'inici de la I Guerra Mundial. Donà una empenta a diversos esforços reformistes, incloent-hi el desenvolupament de l'aviació naval (ell mateix va prendre lliçons de vol), la construcció de vaixells nous i més grans, el desenvolupament dels tancs, i el pas del carbó al petroli a la Royal Navy.
Quan va assumir el seu càrrec, el petroli s'estava utilitzant ja en els submarins i destructors, però la majoria dels vaixells encara s'alimentaven amb carbó. Churchill va començar aquest programa demanant que el proper cuirassat Queen Elizabeth fos construït amb motors gasoil. Va establir una comissió reial presidida per l'almirall John Arbuthnot Fisher, qui va confirmar els beneficis del petroli sobre el carbó en tres informes classificats, on jutjava que es comptava amb un ampli subministrament, si bé va recomanar que les reserves de petroli es mantinguessin per a un cas de guerra. La comissió va viatjar al golf Pèrsic, i el govern, en gran manera a través dels consells de Churchill, va invertir en la Anglo-Persian Oil Company, va comprar la major part de les seves accions, i va negociar un contracte secret per a vint anys de subministrament.

#### La I Guerra Mundial i la Coalició de Postguerra
El 5 d'octubre de 1914, Churchill es desplaçà a Anvers, ciutat que el govern belga havia proposat evacuar. La Brigada dels Marines Reials estava allà i, a demanda de Churchill, també s'hi envià la 1a i la 2a brigades navals. Anvers va caure el 10 d'octubre, amb la pèrdua de 2.500 homes. En aquell moment va ser criticat per no saber aprofitar els recursos; però el més probable és que les seves accions prolonguessin la resistència una setmana (els belgues volien rendir-se el 3 d'octubre), i així s'aconseguí salvar Calais i Dunkerque.
Des de 1906 s'havien fet diverses propostes d'atacar Turquia, rebutjades pel govern britànic, però al novembre de 1914 Churchill va proposar el seu projecte de pla per atacar Turquia a través dels Dardanels. Churchill argumentava que la Royal Navy disposava de molts vaixells obsolets, especialment cuirassats, que no podien enfrontar-se a la flota alemanya d'alta mar (Hochseeflotte) però que serien útils en altres teatres d'operacions. El pla fou aprovat pel consell de ministres el gener de 1915. Inicialment l'atac havia de ser exclusivament naval i havia de forçar el pas pels Dardanels, destruint les defenses costaneres i amb un mínim de tropes per fer tasques de voladures i d'ocupació física, però el fracàs d'aquesta operació dugué a considerar un desembarcament a gran escala a la península de Gal·lípoli.
Churchill va estar involucrat en el desenvolupament del tanc. Volia un vehicle que pogués transitar per terrenys escarpats i va posar a treballar un grup d'enginyers per aconseguir-ho, creant un vehicle-eruga que va ser finançat mitjançant recursos navals. Llavors va encapçalar el comitè de Naus Terrestres, responsable de la creació del primer Cos Blindat, encara que es necessitaria una dècada perquè la batalla de tancs es veiés com una victòria tàctica, i de moment sols es veié com un malbaratament i un desviament il·legal de fons. El tanc va ser emprat ja el 1915, però no com Churchill havia pensat, és a dir, una flota de tancs que prengués per sorpresa els alemanys, obrint llargues seccions de trinxeres esclafant les defenses de filferro espinós.
El 1915, com a Primer Lord de l'Almirallat, va tenir relació amb el cas de l'enfonsament del RMS Lusitania. Existeixen documents segons els quals Churchill podria haver estat negligent en deixar el vaixell sense escorta, la qual cosa hauria propiciat el seu enfonsament, a fi de fer entrar als Estats Units a la guerra. No obstant això, la majoria d'historiadors recelen d'aquesta teoria, ja que una entrada prematura nord-americana a la guerra hauria privat als britànics dels combois estatunidencs, ja que aquests s'haurien hagut de suspendre un cert temps, atès que els Estats Units encara no havien desenvolupat suficientment la seva indústria de guerra per poder fer front simultàniament a les necessitats pròpies i a les britàniques.
El 1915, va ser un dels polítics i enginyers militars responsables dels desastrosos desembarcaments de Gal·lípoli, als Dardanels. Va rebre la major part de les culpes pel fracàs i, quan el primer ministre Asquith formà una coalició de govern de tots els partits, els conservadors exigiren la seva destitució com a condició per entrar al govern.
Durant alguns mesos, Churchill serví com a ministre sense cartera, com a canceller del ducat de Lancaster. Però el 15 de novembre de 1915 dimití del gabinet, ja que considerà que les seves energies no estaven sent aprofitades; i, donada la seva condició de reservista, serví durant alguns mesos al Front Occidental, comandant el 6è Batalló dels Royal Scots Fusiliers, amb el rang de coronel. El març de 1916 tornà a Anglaterra, després d'haver estat desmobilitzat a França, amb ganes de parlar de nou a la Cambra dels Comuns. El juliol de 1917 va ser nomenat ministre de Munició i, el gener de 1919, secretari d'Estat de la Guerra i secretari d'Estat de l'Aire. Va ser el principal arquitecte del mandat de Deu Anys, un principi que permetria al Tresor dominar i controlar les polítiques estratègiques, estrangeres i financeres sota l'assumpció que no hi haurà cap altra gran guerra europea en els propers 5 o 10 anys.
Una preocupació important durant la seva estada a l'oficina de Guerra va ser la intervenció aliada a la Guerra Civil Russa. Churchill era un partidari convençut de la intervenció estrangera, declarant que el bolxevisme havia de ser ofegat al bressol. Enmig d'un gabinet dividit i pobrament organitzat, assegurà la intensificació i prolongació de la participació britànica al conflicte més enllà dels desigs de qualsevol grup important del Parlament, davant de l'hostilitat cada cop més amarga dels laboristes. El 1920, després que les tropes britàniques s'haguessin retirat, Churchill va intervenir per tal d'enviar armament als polonesos quan van envair Ucraïna. Fou nomenat secretari d'Estat per les Colònies el 1921, i signà el tractat Anglo-Irlandès de 1921, que establia l'Estat Lliure d'Irlanda. Churchill va participar en les negociacions del tractat, i, per protegir els interessos marítims britànics, aconseguí que el Tractat de l'Estat Lliure d'Irlanda inclogués 3 ports —Queenstown (Cobh), Berehaven i Lough Swilly— perquè poguessin ser usats com a bases atlàntiques de la Royal Navy.
Churchill advocà per l'ús de gasos lacrimògens contra les tribus kurdes a l'Iraq, segons un memoràndum de l'Oficina de Guerra del 12 de maig de 1919:
| « | No entenc aquests escrúpols respecte a l'ús del gas. Hem adoptat definitivament la posició de la Conferència de Pau en situar-nos a favor de limitar els gasos com a arma permanent de guerra. És una mera afectació el fet de ferir un home amb un fragment candent d'un projectil i escandalitzar-se perquè se'l fa plorar mitjançant l'ús de gasos lacrimògens. Estic a favor d'usar gasos tòxics [no mortals] contra les tribus incivilitzades. No és necessari usar només els gasos mortals: els gasos poden usar-se sense causar grans molèsties, escampant un terror viu i, tot i així, sense deixar efectes permanents en la majoria dels afectats. | » |

Si les forces britàniques van arribar a considerar l'ús dels gasos verinosos per vèncer les rebel·lions dels kurds, no hi ha proves que ho arribessin a fer.

#### Retorn al Partit Conservador - canceller d'Hisenda
Al setembre, el Partit Conservador es retirà de la coalició de govern després d'una assemblea de backbenchers disgustats amb com s'havia resolt la crisi de Chanak, un moviment que precipità la convocatòria d'eleccions a la tardor de 1922. Churchill va haver de ser operat d'apendicitis durant la campanya. Per tant, això li va dificultar seguir en campanya, a més de les divisions internes amb el Partit Liberal. Només va aconseguir ser quart a la circumscripció de Dundee, perdent davant el prohibicionista Edwin Scrymgeour. Churchill després faria broma que abandonava Dundee "sense cartera, sense escó, sense partit i sense apèndix". A les eleccions generals de 1923 es tornaria a presentar amb els Liberals, perdent a Leicester i, posteriorment, com a Independent, primer sense èxit a Westminster el 1924, i després amb èxit al mateix any per Epping. L'any següent tornà a unir-se formalment al Partit Conservador, comentant que "qualsevol pot canviar de partit, però cal un cert enginy per canviar-se en dues ocasions".
El 1924, Churchill va ser nomenat canceller d'Hisenda, sota la presidència de Stanley Baldwin, i supervisà el retorn del Regne Unit al patró or, que resultà en deflació, atur i una vaga de miners que degenerà en la vaga general del Regne Unit de 1926. La seva decisió, anunciada al Pressupost de 1924, vingué després de llargues consultes amb diversos economistes, incloent-hi John Maynard Keynes, el secretari permanent del Tresor, Sir Otto Niemeyer, i el president del banc d'Anglaterra. Aquesta decisió provocà que Keynes escrigués "Les Conseqüències Econòmiques de Mr. Churchill", afirmant que el retorn al patró or i a la paritat de preguerra el 1925 (1£ = 4,86$) portaria el món a una depressió. Tot i les nefastes conseqüències, la decisió va ser generalment popular i vista amb simpatia, encara que lord Beaverbrook i la Federació d'Indústries Britàniques s'hi van oposar. En realitat, no tot va ser culpa de Churchill, considerant que ell no era un economista i que seguí el consell del governador del Banc d'Anglaterra, Montagu Norman, el qual Keynes definia sempre tan encantador, sempre tan errat.
Posteriorment, Churchill considerà que aquest havia estat l'error més gran de la seva vida. Però en discussions d'aleshores amb l'anterior canceller McKenna, Churchill afirmà que el retorn al patró or era econòmicament negatiu. En aquelles discussions mantenia que era una mesura fonamentalment política (un retorn a les condicions de preguerra, en les que creia). En el seu discurs a la Cambra afirmà que us dic que el retorn al patró or ens lligarà a tots. Ens lligarà a tots a la realitat.
El retorn a la taxa de canvi de preguerra i al patró or va deprimir la indústria. La més afectada va ser la indústria del carbó. Patint com patia del declivi del carbó davant el petroli, les indústries bàsiques britàniques com la del cotó es trobaren amb més competència en l'exportació, i el retorn al canvi de preguerra comportà un augment estimat dels costos d'un 10%. El juliol del 1925, una Comissió d'Investigació informà afavorint generalment als miners més que no pas als propietaris de les mines. Baldwin, amb el suport de Churchill, proposà una subvenció a la indústria mentre que una Comissió Reial preparava un informe addicional.
La Comissió no arreglà res, i els miners iniciaren la vaga General de 1926. Es diu que Churchill suggerí fer servir les metralladores contra els miners en vaga. Llavors, Churchill editava el diari del govern, la British Gazette, i durant la disputa va escriure que "o bé el país trenca la vaga general, o la vaga general trencarà el país", i afirmà que el feixisme de Benito Mussolini "havia rendit un servei al món, ja que havia mostrat com combatre les forces de la subversió"; considerant que aquest règim servia com a baluard contra l'amenaça de la Revolució Comunista. En aquells moments, va arribar a considerar Mussolini com un Geni romà... el major legislador entre els homes.

#### Aïllament polític
El govern conservador va ser derrotat a les eleccions generals britàniques de 1929. Churchill no buscà l'elecció, i es convertí en un dissident del Partit Conservador en relació als aranzels proteccionistes i el moviment d'independència de l'Índia, i respecte al seu punt de vista i a les seves amistats amb barons de la premsa, financers i gent de caràcter dubtós. Quan Ramsay MacDonald formà el Govern Nacional el 1931, Churchill no va ser convidat a entrar al gabinet. En aquells moments es trobava en el punt més baix de la seva carrera, en un període conegut com els anys salvatges.
Passà gran part dels anys següents concentrat en l'escriptura, incloent-hi Marlborough: His Life and Times, una biografia del seu avantpassat, John Churchill, el primer duc de Marlborough, The History of the English Speaking People, que no seria publicada fins després de la Segona Guerra Mundial, Great Contemporaries, així com múltiples articles periodístics i col·leccions de discursos. Va ser un dels escriptors més ben pagats del seu temps.

##### Independència de l'Índia
Durant la primera meitat dels anys 30, Churchill va fer sentir la seva oposició a donar a l'Índia l'estatus de Domini. Era un dels fundadors de la Lliga de la Defensa de l'Índia, un grup dedicat al manteniment del poder britànic a l'Índia. En diversos discursos i articles de premsa pronosticà que l'atur i la dissensió augmentaria al Regne Unit si s'atorgava la independència a l'Índia. El Governador General de l'Índia lord Irwin, que havia estat nomenat per l'anterior govern conservador, entrà a la Conferència de la Taula Rodona, a inicis de 1931, anunciant que la política del govern era que l'Índia havia d'aconseguir l'estatus de Domini. En això el govern va rebre el suport del Partit Liberal i, oficialment almenys, pel Partit Conservador. Churchill, pel seu costat, es dedicà a denunciar la Conferència de la Taula Rodona.
En una reunió de l'Associació Conservadora d'Essex Oest, especialment arranjada perquè Churchill pogués explicar la seva posició, afirmà que "és alarmant i també nauseabund veure a Mr. Gandhi, un advocat sediciós de l'Edat Mitjana, assegut com un faquir, passejant mig nu pel palau del Virrei... per parlar en termes d'igualtat amb el representant del Rei-Emperador". Anomenà els líders del Congrés Indi "Brahmans que articulen principis del liberalisme occidental".
En aquest període hi hagué dos incidents que perjudicaren enormement la reputació de Churchill dins del Partit Conservador, i ambdós van ser considerats com a atacs frontals a la bancada conservadora. El primer va ser el seu discurs de la vigília d'eleccions a St. George, a l'abril de 1931. Amb un escó conservador assegurat, el candidat oficialista conservador Duff Cooper s'enfrontava a un conservador independent, amb el suport de lord Rothermere i lord Beaverbrook, amb els seus diaris al darrere. El discurs de Churchill va ser vist com de suport al candidat independent com a part dels Barons de la Premsa contra Baldwin. La posició de Baldwin va consolidar-se amb la victòria de Duff Cooper, i quan la campanya de desobediència civil finalitzà amb el pacte Gandhi-Irwin. El segon incident va ser quan s'exclamà contra Sir Samuel Hoare i lord Derby perquè havien pressionat la Cambra de Comerç de Manchester per modificar les proves que havien aportat al Joint Select Comittee considerant la llei del govern de l'Índia i havien violat els privilegis parlamentaris. Es referia al Comitè de Privilegis de la Cambra dels Comuns després de les investigacions en les que Churchill declarà informant a la Cambra que no hi havia hagut cap infracció. L'informe es va debatre el 13 de juny. Churchill va ser incapaç de trobar ni un sol seguidor a la Cambra i el debat finalitzà sense divisió.
Churchill trencà definitivament amb Stanley Baldwin sobre la independència de l'Índia, i mai no obtingué cap altre càrrec mentre Baldwin va ser primer ministre.

##### El rearmament alemany
Ja des de 1932, quan s'oposà als que advocaven donar a Alemanya el dret a la paritat militar amb França, Churchill parlà sovint sobre els perills del rearmament alemany. Posteriorment, a les seves memòries de la II Guerra Mundial, es presentaria a si mateix com l'únic que durant un temps clamava per la necessitat de què Gran Bretanya es reforcés per contrarestar la bel·ligerància alemanya. No obstant això, lord Lloyd va ser el primer a manifestar-se. L'actitud de Churchill cap als dictadors feixistes era ambigua. El 1931, realitzà declaracions contra la Societat de Nacions, que s'oposava a la invasió japonesa de Manxúria: "Espero que intentarem entendre a Anglaterra la posició del Japó, un estat antic... a un costat tenen l'amenaça fosca de la Rússia soviètica. A l'altre el caos de la Xina, quatre de les cinc províncies de la qual han estat torturades pel mandat comunista". En articles contemporanis es referí al govern republicà espanyol com un front comunista, i a l'exèrcit franquista com un moviment anti-roig. Aquest posicionament va ser aprofitar anys més tard per Franco que, en manifestar-se neutral, va ser vist per Churchil com una garantia anti-comunista i va evitar que Espanya formés part dels objectius dels aliats, tot i que va continuar com a país aïllat internacionalment. Churchill ho va expressar en un discurs davant la Cambra dels Comuns el 24 de juny de 1944.
Donà suport al pacte Hoare-Laval i, fins al 1937, continuà lloant Benito Mussolini.
Parlant als Comuns el 1937, Churchill afirmà que si hagués d'escollir entre el comunisme i el nazisme, escolliria el comunisme. En un assaig de 1935, titulat Hitler and his Choice i tornat a publicar el 1937 al seu llibre Great Contemporanies, Churchill expressà l'esperança de què Hitler, si així ho escollia, i malgrat el seu ascens al poder mitjançant l'acció dictatorial i la crueltat, pogués ser l'home que aparegués a la història com aquell que va restaurar l'honor i la pau a la gran nació Alemanya i que la portà serenament i fortament cap al capdavant del cercle de la família europea. El primer gran discurs de Churchill sobre la defensa va ser el 7 de febrer de 1934, quan clamà per la necessitat de reconstruir la Royal Air Force i la creació d'un ministeri de Defensa; el segon, el 13 de juliol, quan demanà un renovat paper de la Societat de Nacions. Aquests dos temes es repetiren també als seus discursos d'inicis de 1936. El 1935 va ser un dels membres fundadors del Focus que reunia gent de diferent espectre polític i diferents ocupacions en la recerca de la defensa de la llibertat i la pau. Focus portà a la creació, el 1936, d'un moviment molt més gran, l'anomenat Arms and the Covenant.
Churchill es trobava de vacances a Espanya quan els alemanys reocuparen Renània al febrer de 1936, i tornà a una Gran Bretanya dividida: l'oposició laborista s'oposava aferrissadament a imposar sancions, i el Govern Nacional estava dividit entre aquells que es mostraven partidaris de les sancions econòmiques i els que deien que aquestes portarien a una retractació humiliant per Gran Bretanya i França si no tenien el suport de cap intervenció. El discurs de Churchill del 9 de març va ser mesurat, i Neville Chamberlain el considerà constructiu. Però, setmanes després, Churchill va ser deixat de banda per al càrrec de ministre de coordinació de Defensa davant el fiscal general sir Thomas Inskip; una acció que Alan Taylor definí com «un nomenament que bé es pot descriure com el més extraordinari des que Calígula va fer cònsol al seu cavall». Al juny de 1936, Churchill organitzà una enquesta entre els Conservadors veterans que compartien la seva preocupació respecte de Baldwin, Chamberlain i Halifax. Havia provat de tenir delegats dels altres dos partits, i finalment va escriure «si els líders de les oposicions laborista i liberal haguessin vingut, hauríem tingut una situació política tan intensa com per assolir accions que ho arreglessin». Com que la reunió aconseguí poca cosa, Baldwin argumentà que el govern estava fent tot el que podia donar als sentiments anti-bel·licistes de l'electorat.
El 12 de novembre, Churchill tornà a aquesta qüestió. Parlant a les rèpliques del debat, després de donar diversos exemples específics sobre la preparació per a la guerra per part d'Alemanya, afirmà que «el govern simplement no pot decidir ni pot fer que el primer ministre es decideixi. Així que estan en una estranya paradoxa, en què es decideixen només per restar indecisos, resolen per ser irresoluts, inexorables davant la deriva, sòlids davant la fluïdesa, i totpoderosos per a la impotència. I així ens hem preparat durant mesos i anys -preciosos, si no vitals, per a la grandesa de la Gran Bretanya- per assumir que es pot perdre tot».
R.R. James el considerà com un dels discursos més brillants de Churchill en aquest període, mentre que la rèplica de Baldwin sonà feble. L'intercanvi donà un nou encoratjament al moviment Arms and the Covenant.

##### La Crisi de l'Abdicació
Al juny de 1936, Walter Monckton informà a Churchill que els rumors sobre el desig del Rei Eduard VIII de casar-se amb Wallis Simpson eren certs. Churchill aconsellà que el matrimoni no se celebrés, i manifestà que veia el matrimoni encara existent de la Sra. Simpson com un salvavides. Al novembre, declinà la invitació de lord Salisbury per formar part de la declaració dels parlamentaris veterans conservadors que es trobarien amb Baldwin per discutir l'afer. El 25 de novembre ell, Attlee i Archibald Sinclair es trobaren amb Baldwin, qui els informà oficialment de les intencions del Rei, i els demanà si formarien un nou govern en el cas que Baldwin i el seu govern haguessin de dimitir després que el rei no seguís el seu consell. Tant Attlee com Sinclair afirmaren que no formarien part d'un nou govern si se'ls demanava fer-ho. La resposta de Churchill va ser que la seva actitud era una mica diferent, però que donaria suport al govern.
La crisi de l'abdicació es va fer pública durant la primera quinzena de desembre de 1936. En aquell moment, Churchill donà el seu suport al rei. La primera trobada pública del moviment Arms and the Covenant va ser el 3 de desembre. Churchill va ser l'orador principal i després va escriure que havia fet una declaració «en calent» demanant un retard abans que el rei o el gabinet prenguessin cap decisió. Aquella mateixa nit, Churchill va veure l'esborrany del discurs proposat pel rei i en parlà amb Beaverbrook i amb el procurador del rei. El 4 de desembre es trobà amb el rei i li tornà a demanar que no es precipités en cap decisió sobre l'abdicació. L'endemà, afirmà que el govern estava aplicant una pressió anticonstitucional sobre el rei per forçar-lo a prendre una decisió. El 7 de desembre intentà parlar als Comuns per demanar un ajornament, però no se li concedí, i, sentint l'hostilitat de tots els membres de la Cambra, se n'anà.
La reputació de Churchill, tant al Parlament com al país, havia quedat molt malparada. Alguns, com Alistair Cooke, el veien intentant fer un «Partit del Rei». Altres estaven molestos pel dany que el suport de Churchill al Rei havia causat al moviment Arms and the Covenant. El mateix Churchill escriuria posteriorment que "Jo mateix m'havia encomanat de l'opinió pública general de què la meva vida política s'havia acabat".

#### Retorn de l'Exili

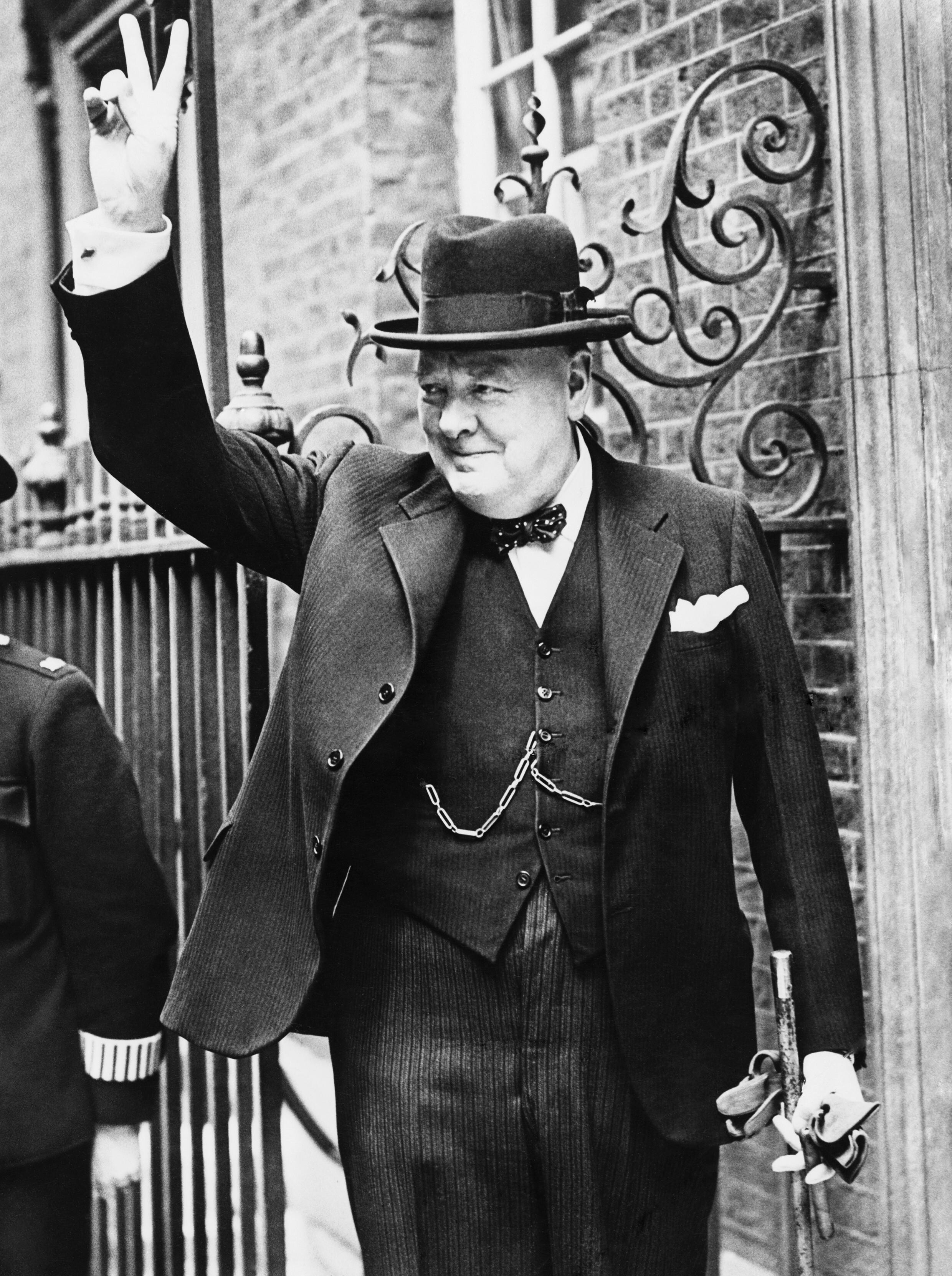
Churchill i el seu famós gest de la Victòria.

Posteriorment, Churchill es retrataria a si mateix com una veu aïllada que advertia de la necessitat de rearmar-se contra Alemanya. És cert que va tenir poc ressò a la Cambra dels Comuns durant la dècada dels 30, encara que el govern li atorgaria considerables privilegis. El "Grup de Churchill" a la segona meitat de la dècada només estava format per ell mateix, Duncan Sandys i Brendan Bracken. Va quedar aïllat de les altres faccions principals del partit Conservador en la pressió per a un rearmament més veloç i una política exterior més forta. De fet, en alguns sentits el seu "exili" va ser més aparent que no pas real. Churchill seguia sent consultat en molts assumptes pel govern, o era vist com un líder alternatiu.
Fins i tot a l'època en què Churchill feia campanya contra la independència de l'Índia, rebé informació oficial i secreta. Des de 1932, el veí de Churchill, Desmond Morton, amb l'aprovació de Ramsay MacDonald, informà a Churchill sobre el poder aeri alemany. Des de 1930, Morton dirigia un departament del Comitè de Defensa Imperial, encarregat de la investigació dels preparatius defensius d'altres nacions. Lord Swinton, com a secretari d'Estat de l'Aire, amb l'aprovació de Baldwin, donà accés a Churchill des de 1934 a informació oficial i secreta. Swinton ho va fer, sabent que Churchill seguiria sent crític amb el govern, però en la creença que un crític informat seria millor que un que cregués en un rumor. En aquells moments arribà a estimar que l'Alemanya Nazi estava gastant uns 1.500 milions de lliures a l'any en armament, estimació que posteriorment es demostraria molt propera a la realitat.
Churchill era un crític ferotge de la política d'apaivagament d'Adolf Hitler que menava Neville Chamberlain, tot i que no podia fer més que observar amb frustració com la política de Chamberlain només aconseguia esgotar les úniques possibilitats d'evitar una nova guerra a Europa: davant de les pretensions de Mussolini a Abissínia, el govern britànic, amb el suport de la Societat de Nacions, es mostrà ferm en advertir a Itàlia de les seves conseqüències, però, a l'hora de la veritat, la Societat de Nacions no va imposar cap mena de sanció ni de bon tros va prendre cap mesura militar. Hitler observà els fets i Mussolini, que recelava de Hitler per les seves pretensions respecte d'Àustria, decidí unir-se a la seva causa en contra de les democràcies europees. Hitler havia reocupat Renània i, davant de la passivitat de França i el Regne Unit, ho tornà a intentar amb Àustria; i, encara que fracassà en un primer intent de cop d'estat, ho aconseguí el 1938 davant la passivitat europea. En aquells moments, Churchill encara creia que seria possible evitar una nova guerra.

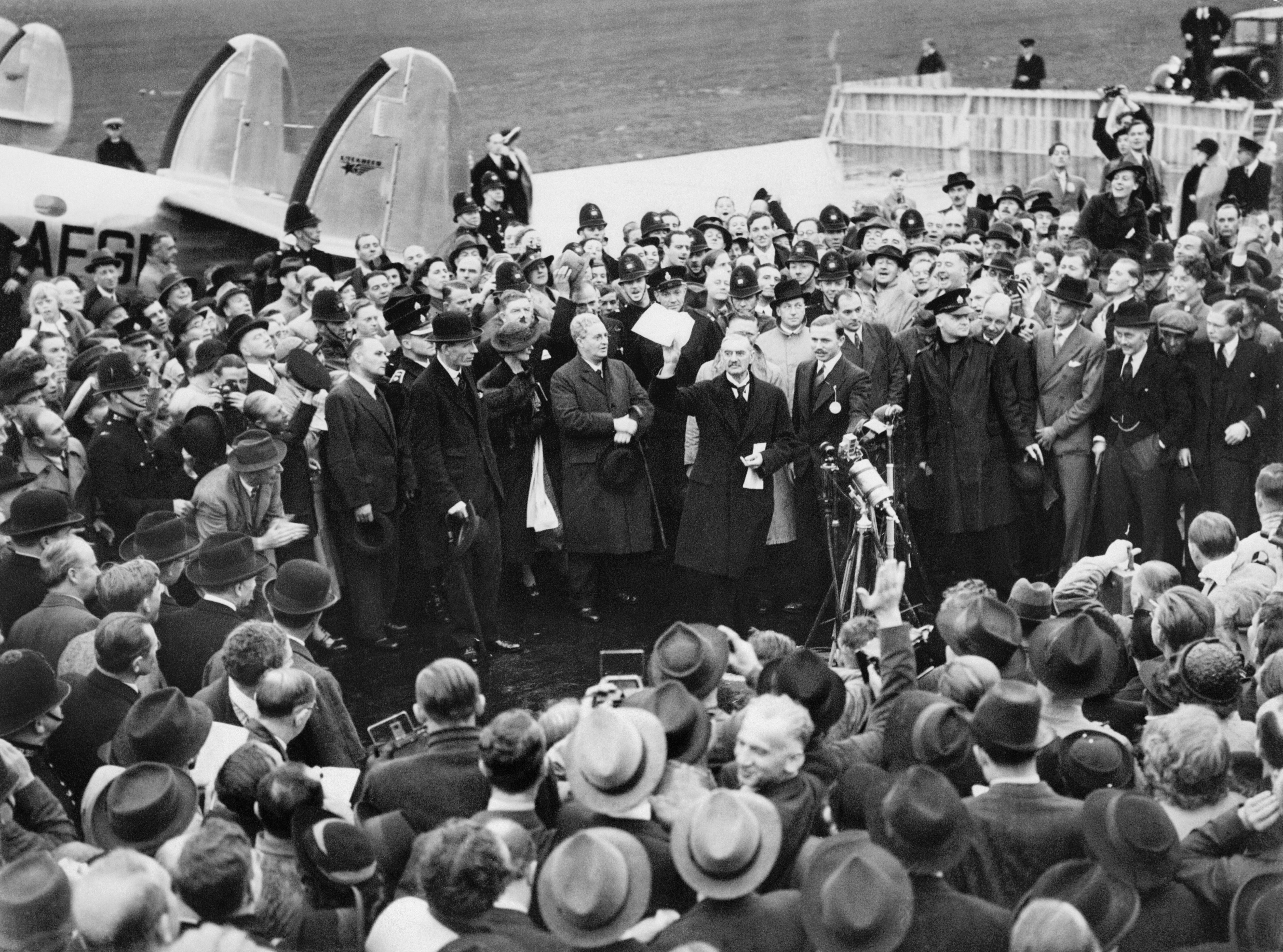
Neville Chamberlain fa el seu famós discurs anunciant la "Pau d'aquest segle", a la seva arribada a Londres després de la seva trobada amb Hitler a Múnic.

Hitler posà els seus ulls sobre els Sudets txecoslovacs i, davant d'aquestes pretensions, la Unió Soviètica proposà un acord a França i al Regne Unit per unir-se contra Hitler si aquest ho intentava. Aquesta oferta no va ser tinguda en consideració per cap de les dues potències, encara que Churchill hi simpatitzava, però França creia que l'acord amb Txecoslovàquia seria autosuficient per actuar en cas d'invasió, i ni Polònia ni Romania estaven disposades a permetre passar tropes soviètiques pels seus territoris. Chamberlain, intentant evitar el pitjor, viatjà a Múnic i aconseguí arrencar a Hitler un acord de renunciar a qualsevol altra pretensió territorial a Europa a canvi de què el govern de Praga reconegués un règim d'autonomia per a la regió dels Sudets, de majoria ètnica alemanya. Chamberlain tornà a Londres exhibint els acords i declarant que era "l'acord de pau per a una era". Churchill, avergonyit per l'acord, en un discurs a la Cambra dels Comuns, afirmà profèticament que "Se us va donar a escollir entre la guerra i el deshonor. Heu escollit el deshonor, i tindreu la guerra".
A partir d'aquells moments, els successos es precipitaren: Edvard Beneš, president de Txecoslovàquia, entengué que França no els ajudaria; Polònia i Hongria presentaren unes pretensions territorials similars a les alemanyes en altres zones del país, provocant la dimissió de Beneš i la dissolució de l'exèrcit, que, amb més de 30 divisions, hauria pogut contenir un atac alemany. La Unió Soviètica en va prendre nota i no veié més sortida que un acord amb Alemanya per garantir la seva integritat territorial davant la inoperància i la falta de consideració de França i la Gran Bretanya, signant el pacte Mólotov-Ribbentrop el 23 d'agost de 1939. I, per si no n'hi hagués prou, Hitler, lluny de renunciar a les seves pretensions territorials, no només ocupà els Sudets, sinó que també es fixà en Polònia. A Chamberlain no li quedà més remei que advertir a Hitler que si envaïa Polònia, el Regne Unit declararia la guerra a Alemanya. França feu una declaració similar. El 25 d'agost, Chamberlain signà un tractat de suport mutu amb Polònia. Hitler envaí Polònia l'1 de setembre de 1939, provocant l'inici de la Segona Guerra Mundial a Europa.

### Primer ministre durant la Segona Guerra Mundial

#### En Winston ha tornat

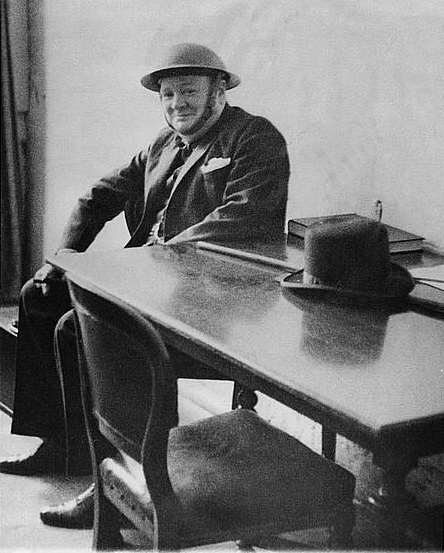
Churchill llueix un casc durant una alarma d'atac aeri durant la batalla d'Anglaterra, el 1940.

Després de l'esclat de la Segona Guerra Mundial, el 3 de setembre de 1939, el Regne Unit declarà la guerra a Alemanya, i Churchill va ser nomenat Primer Lord de l'Almirallat i membre del Gabinet Imperial de Guerra, igual que havia passat durant la I Guerra Mundial. Quan va ser informat el Comitè de l'Almirallat, aquest envià un senyal a la Flota: «En Winston ha tornat». En aquest rol, i mentre es desenvolupava l'anomenada Guerra de Broma, advocà per l'ocupació preventiva de les mines sueques de ferro de Kiruna i del port noruec de Narvik, dos països neutrals, per aturar el subministrament de ferro a Alemanya. També va liderar l'Operació Wilfred per a minar les aigües territorials noruegues per tal de dificultar l'ús que en feien els alemanys. Tanmateix, l'oposició de Chamberlain i la resta del gabinet de guerra va retardar l'operació fins a l'abril de 1940, quan Alemanya va envair Noruega i ja va ser massa tard. El 10 de juny de 1940, hores abans de la invasió de França a través d'un veloç avanç dels alemanys pels Països Baixos, Chamberlain va dimitir, després del fracàs a Noruega. En una trobada entre Chamberlain, lord Halifax, Churchill i David Margesson, s'acordà la recomanació de Churchill, i per tant, el rei Jordi VI demanà a Churchill que fos primer ministre i que formés un govern amb la participació de tots els partits. El primer que va fer Churchill va ser escriure a Chamberlain per agrair-li el seu suport.

#### Inicis amargs de la guerra

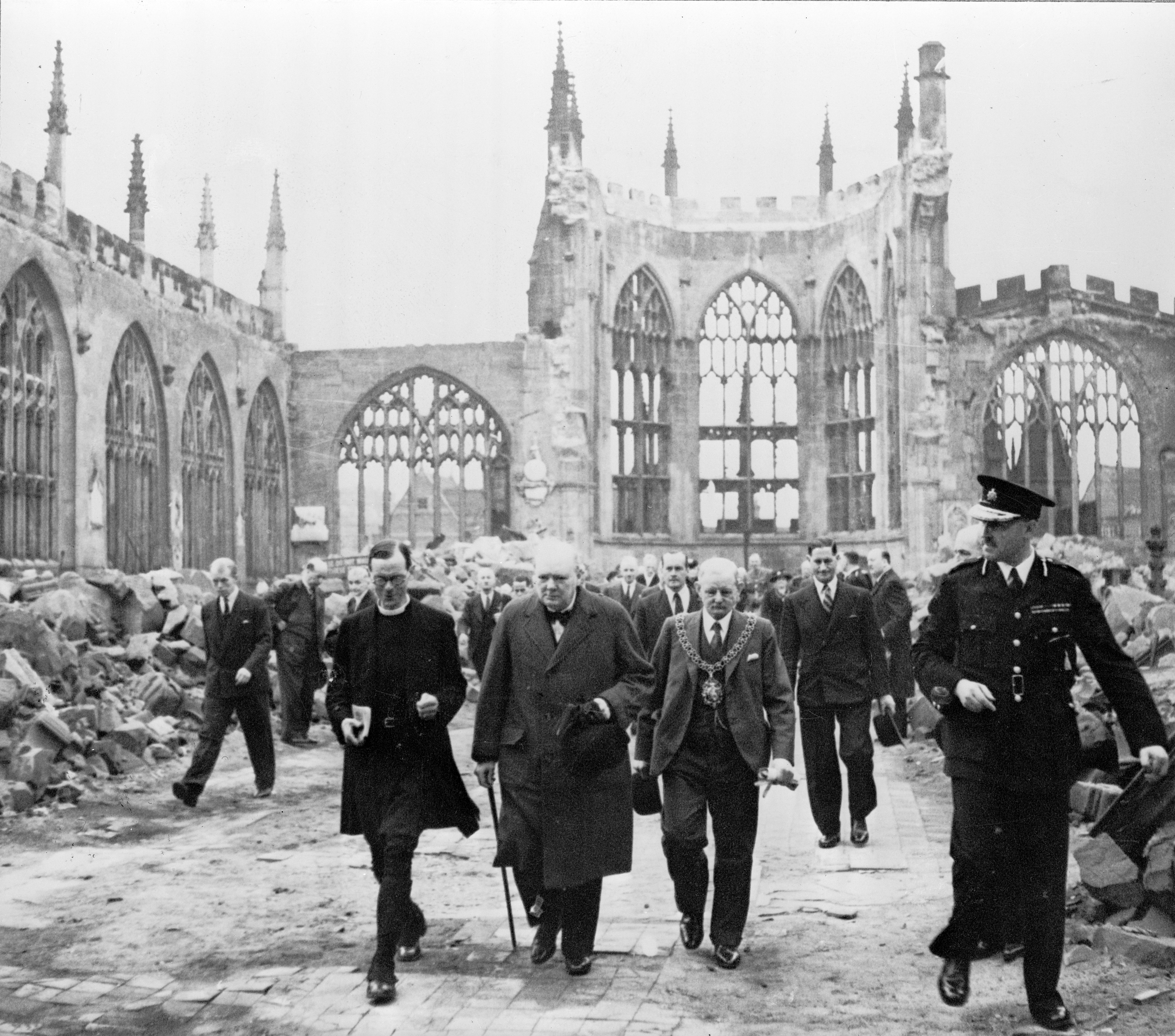
Churchill camina entre les runes de la Catedral de Coventry el 1941

La primera crisi a la qual hagué d'enfrontar-se com a primer ministre va ser la batalla de França, al de maig de 1940, quan Hitler en un atac va conquerir els Països Baixos i Bèlgica, i els blindats alemanys trenquen les línies de defensa franceses prop de Sedan, el 25 de maig de 1940.
Tot just després de l'armistici entre França i Alemanya, l'ús potencial de la flota francesa contra la britànica va ser un motiu vital de consternació. Churchill ordenà que la Marine Nationale francesa havia de lluitar amb la Royal Navy britànica o ser neutralitzada com fos, per preveure que caigués en mans alemanyes.
L'Operació Catapulta va consistir en l'apropiació de la marina francesa pels britànics, en començar pels vaixells ancorats als ports britànics de Plymouth i Portsmouth què van ser abordats la nit del 3 de juliol de 1940. La flota de Mers-el-Kébir, comandada per l'almirall Gensoul va rebre un ultimàtum de l'almirall britànic James Somerville, en què se li exigia lliurar la flota, marxar fora de la zona bèl·lica i llavors desmilitaritzar-se o, en cas de negativa, l'armada britànica obriria foc per tal de destruir la flota. Finalment, els francesos no es van rendir i la flota va ser destruïda.
L'atac als vaixells francesos dins del port portà malestar entre els francesos cap als seus anteriors aliats i incrementà la tensió entre Churchill i el general Charles de Gaulle, líder de les Forces Franceses Lliures.
Al Regne Unit existia un sentiment, a la política i a la població, a favor d'una pau negociada amb Hitler, compartit, per exemple, pel secretari d'Exteriors Lord Halifax. Churchill rebutjà la simple idea de considerar un armistici amb l'Alemanya de Hitler. El seu ús de la retòrica encoratjà l'opinió pública britànica contra una pau negociada i preparà els britànics per a una llarga guerra.
Churchill va mantenir encesa la flama de la resistència a l'Imperi Britànic, creant les bases pel que serien els contraatacs aliats de 1942-45, en què les illes britàniques servirien de plataforma per a enviar subministraments a la Unió Soviètica i a l'alliberament de l'Europa Occidental. Mesos abans, un Cos Expedicionari Britànic d'uns 200.000 homes ocuparen les defenses franceses al nord del Sedan. Els alemanys avançaren una mitjana de 70 km diaris, aproximant-se a Arràs i el cos britànic es trobà atrapat en un moment en què els alemanys arribaren al mar després de capturar Boulogne-sur-Mer.
Les tropes britàniques van retrocedir cap a Dunkerque i allà van ser evacuats abandonant tot l'equipament. Hitler decidí no enviar les divisions terrestres i atacar els britànics només per l'aire. Tot i que això va ser interpretat com un intent de Hitler per forçar la pau amb el Regne Unit, Churchill afirmà que les divisions alemanyes havien avançat massa en molt poc temps i necessitaven carregar combustible. A més, els atacs aeris es veieren neutralitzats perquè les bombes alemanyes es clavaven a la sorra de les platges sense esclatar i perquè la RAF començà a enfrontar-se a la Luftwaffe. Més de 250.000 soldats foren evacuats en 48 hores, i Churchill veié, alleugerit, com era possible recompondre l'exèrcit britànic no només per a la defensa de les illes, sinó per tornar i alliberar Europa.
Churchill creà i assumí el càrrec de ministre de Defensa, per nomenar immediatament al seu amic i confident, l'industrial i baró de la premsa lord Beaverbrook a càrrec de la producció aeronàutica, que aplicant mètodes empresarials, ràpidament incrementà la producció i l'enginyeria que van marcar diferència en la guerra.

#### Discursos i oratòria

##### No tinc res més a oferir que sang, esforç, suor i llàgrimes

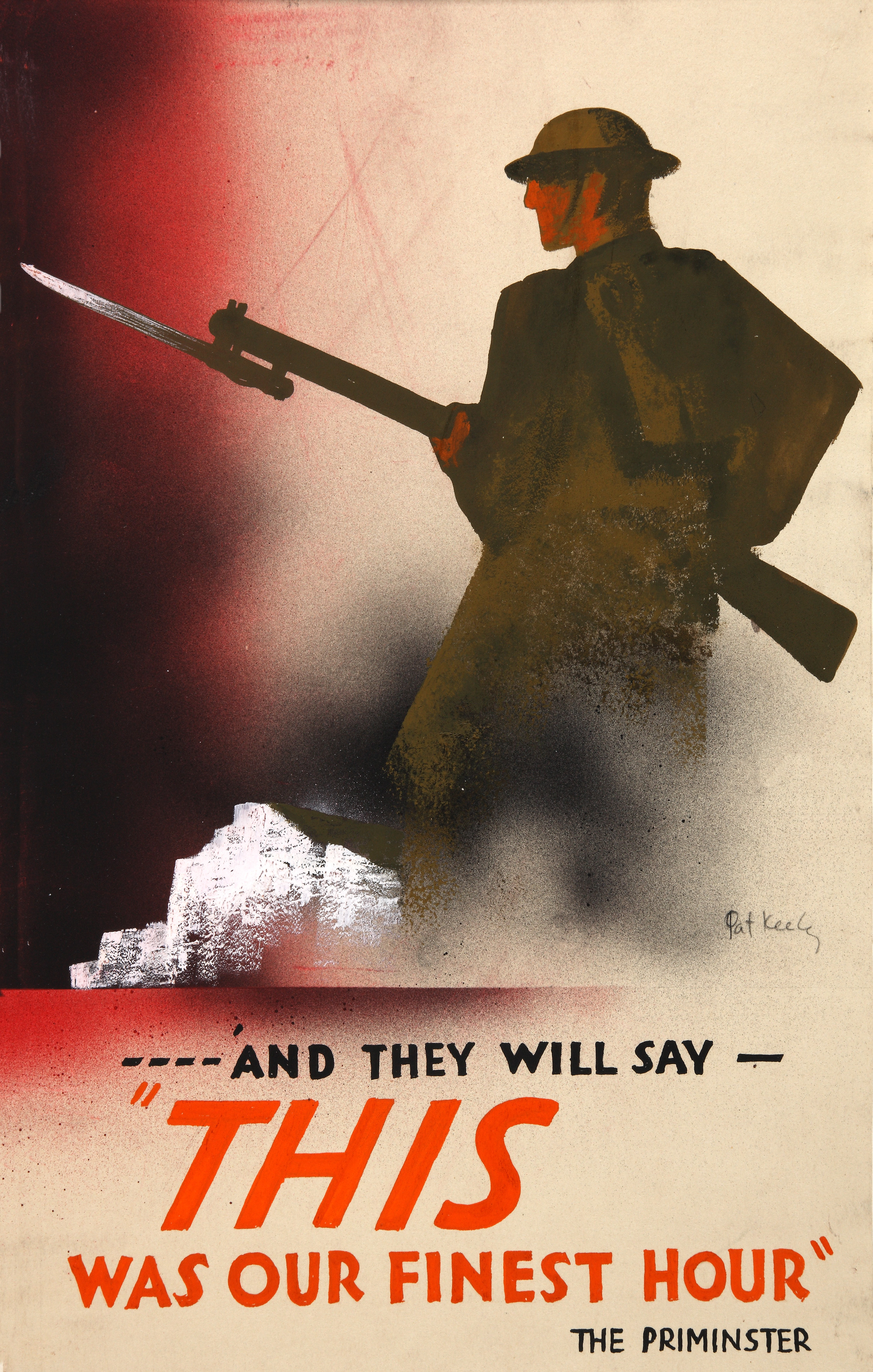
Cartell elaborat per Pat Keely pel govern britànic durant la II Guerra Mundial, fent al·lusió al discurs Aquesta va ser la seva hora més gloriosa de Churchill.

Especialment en el context de la Segona Guerra Mundial, els discursos i l'oratòria de Churchill eren de gran inspiració i esperança per a les tropes en combat i el conjunt de la ciutadania britànica, tots fortament castigats per les penúries i misèries del conflicte. En el seu primer discurs com a primer ministre, que significava el punt de partida, davant la cambra baixa del Parlament britànic, el 13 de maig de 1940, va pronunciar el No tinc res més a oferir que sang, esforç, suor i llàgrimes, amb una clara declaració d'intencions per tal de lligar el seu compromís amb la llibertat i la democràcia liberal, pretesament fins a les últimes conseqüències, i l'oposició absoluta a les potencies de l'Eix. Desmarcant-se, per tant, amb les posicions de la política d'apaivagament posades en pràctica pel seu predecessor en el càrrec, Neville Chamberlain.

##### Aquesta va ser la seva hora més gloriosa
Article principal: Aquesta va ser la seva hora més gloriosa
El 18 de juny de 1940, amb el discurs Aquesta va ser la seva hora més gloriosa, va informar, davant de la Cambra dels Comuns, de la presa de París per part de l'exèrcit alemany, i davant la imminent arrencada de la batalla d'Anglaterra, va encoratjar als seus ciutadans a resistir tal com van fer els barcelonins durant els bombardejos de Barcelona per part del bàndol franquista durant la Guerra Civil espanyola, quan va pronunciar: «No subestimo en absolut la gravetat de la dura experiència que tenim per davant, però crec que els nostres compatriotes seran capaços de fer-li front, igual que ho van fer els valents ciutadans de Barcelona, de mantenir-se dempeus i seguir endavant malgrat això; almenys, tan bé com qualsevol altre poble del mon. Molt dependrà d'això»."
Al mateix temps, en el mateix discurs, havia traslladat als seus ciutadans les següents paraules: «Hitler sap que haurà de doblegar-nos en aquesta illa o perdre la guerra. Si podem fer-li front a ell, tot Europa pot ser alliberada i la vida del món pot avançar cap a extenses terres altes il·luminades pel sol. Però si fallem, aleshores tot el món, inclòs els Estats Units, incloent tot el que hem conegut i cuidat, s'enfonsarà a l'abisme d'una nova era fosca que es va fer més sinistra, i tal vegada més perllongada, als llums de la ciència pervertida. Per tant, aprendrem a complir amb els nostres deures, i així aportar nosaltres mateixos que si l'Imperi Britànic i la seva mancomunitat duren mil anys, els homes encara diran: "Aquesta va ser la seva hora més gloriosa"».

##### Els pocs
Article principal: Els pocs
En el punt màxim de la guerra, la seva visió de la situació va incloure la memorable sentència de què «Mai en la història dels conflictes humans tants han degut tant a tant pocs», que engendrà el sobrenom Els Pocs pels pilots dels caces aliats que la van guanyar.

##### Altres discursos
El 24 de maig de 1941, després que el HMS Hood fos enfonsat, va demanar enmig d'un discurs: «Enfonseu al Bismark!». El Bismarck era el cuirassat més modern del món en aquells moments, i havia aconseguit enfonsar el Hood durant la seva primera missió (Operació Exercici Rin), tot just després de ser estrenat. Va ser enfonsat tres dies després, i així va eliminar-se una perillosa amenaça per als combois britànics.

#### Relacions amb els Estats Units

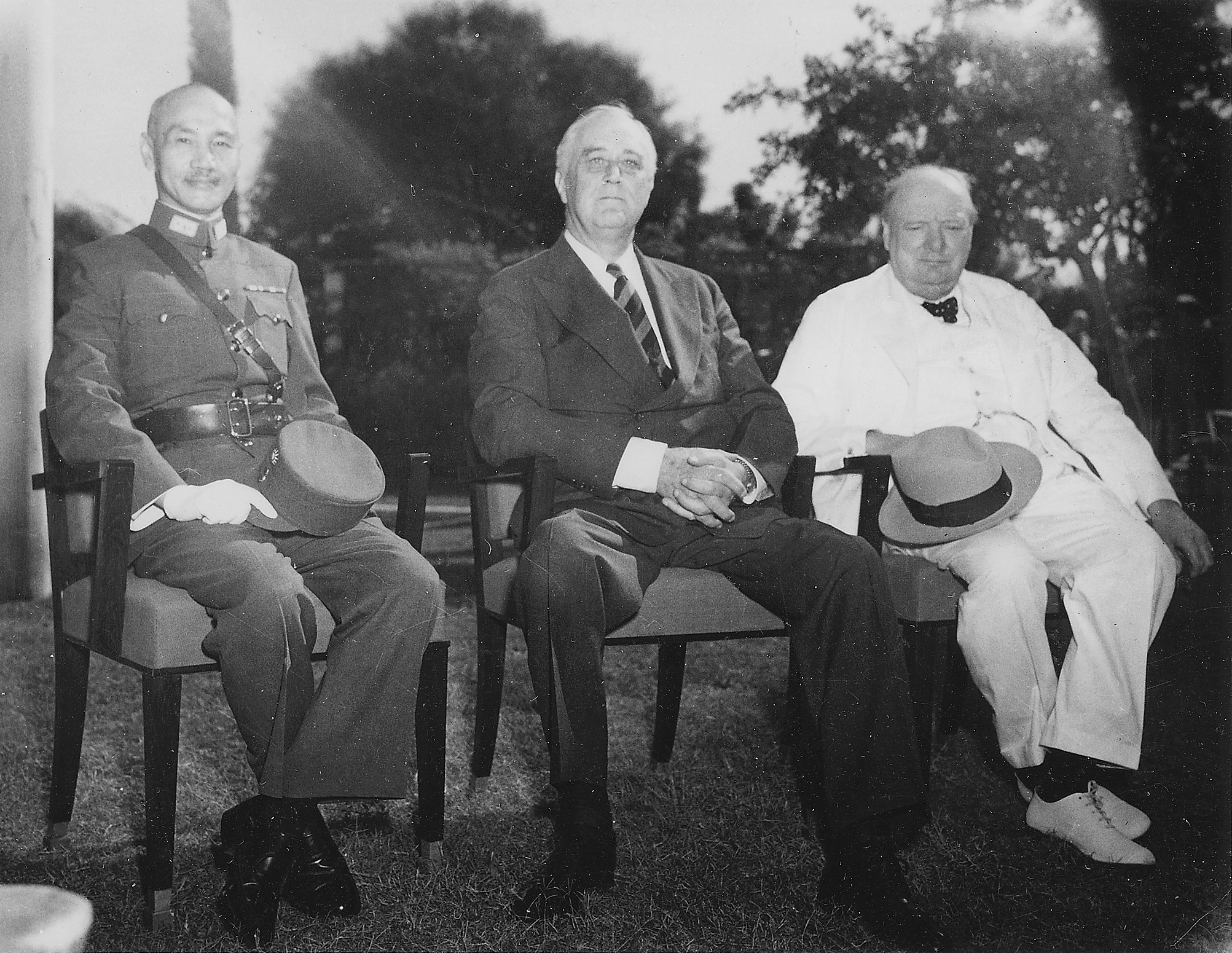
El Generalíssim Chiang Kai-shek, Franklin D. Roosevelt i Churchill a la Conferència del Caire el 1943.

Tot i les dificultats inicials, la bona relació de Churchill amb el president dels Estats Units Franklin D. Roosevelt assegurà els enviaments vitals de menjar, munició i petroli a través de les rutes navals per l'Atlàntic, sense pagar res a canvi. Roosevelt va persuadir el Congrés que aquest immens servei es podia considerar pagat simplement perquè facilitava la defensa dels Estats Units, i així naixeren aquesta mena d'acords amb diversos països aliats. Churchill i Roosevelt van trobar-se en 12 ocasions, de les que sortiren la Carta de l'Atlàntic, l'estratègia d'Europa primer, la Declaració de les Nacions Unides i d'altres polítiques de guerra.
El 26 de desembre de 1941, Churchill es dirigí a una sessió conjunta del Congrés dels Estats Units, preguntant-los sobre Alemanya i Japó, "Quina mena de gent es pensen que som?". Va crear l'Executiva d'Operacions Especials (Special Operations Executive - SOE), que conduí i portà a terme operacions subversives als territoris ocupats, assolint un èxit notable.

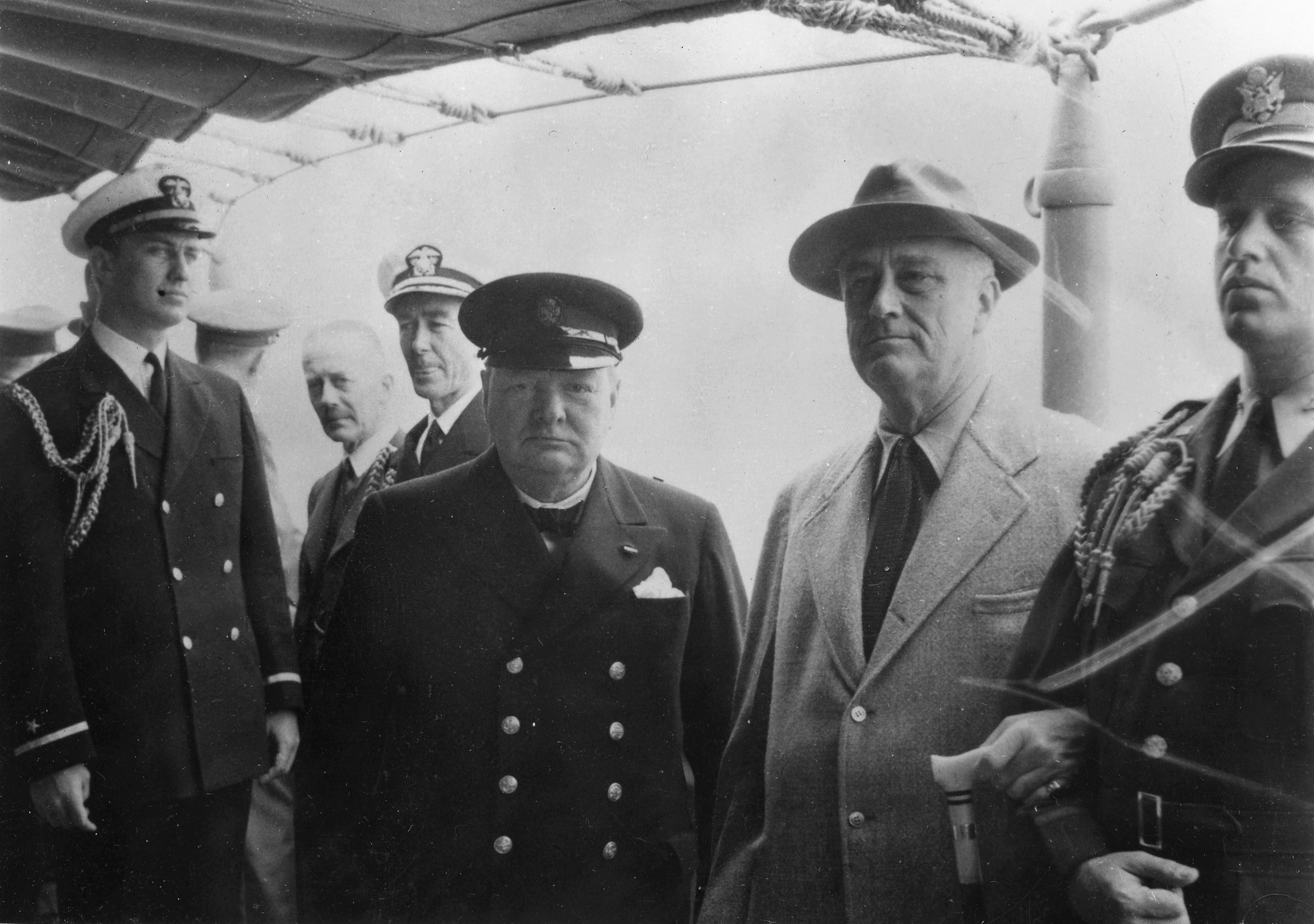
Winston Churchill amb FDR a bord del USS Augusta, agost de 1941, a Terranova.

Va patir un atac de cor al desembre de 1941 a la Casa Blanca, i al desembre de 1943 va contraure una pneumònia. Malgrat això, viatjà uns 160.000 km per tot el món durant la guerra per trobar-se amb els líders d'altres nacions. Per motius de seguretat, habitualment viatjava amb l'àlies de «Coronel Warden».
Churchill va participar en tractats avançats que dibuixarien les futures fronteres europees i asiàtiques després de la Segona Guerra Mundial. Les propostes per a les fronteres europees van ser oficialment acordades per Harry S. Truman, Churchill i Stalin a Potsdam. La bona relació entre Truman i Churchill significà molt per a ambdós països. Encara de Churchill es dolia per la pèrdua d'un estimat amic, d'altra banda trobà un enorme suport per part de Truman, anomenant-lo la mena de líder que el món necessita quan més li cal.

#### Relacions amb la Unió Soviètica
Quan Hitler envaí la Unió Soviètica, Winston Churchill, un vehement anticomunista, va exclamar que "Si Hitler envaís l'Infern, almenys faria una referència favorable al Diable a la Cambra dels Comuns", amb vista a la seva política cap a Stalin. Ben aviat, tancs i altres subministraments britànics van ser embarcats per ajudar a la Unió Soviètica.
L'establiment de les fronteres de Polònia, tant entre Polònia i la Unió Soviètica com entre Polònia i Alemanya va ser vist com una traïció a Polònia durant els anys de postguerra, i va ser aprovat contra l'opinió del govern polonès a l'exili. Va ser Winston Churchill, qui va intentar motivar el primer ministre polonès a l'exili Mikołajczyk, perquè acceptés els desigs de Stalin, però Mikołajczyk ho refusà. Churchill estava convençut que l'única manera d'alleugerir tensions entre ambdós pobles era transferir la població que calgués per fer encaixar les fronteres.
Tal com va exposar a la Cambra dels Comuns el 15 de desembre de 1944, "l'expulsió és el mètode que, en la mesura del que hem pogut veure, resultarà més satisfactori i definitiu. No hi haurà barreja de poblacions que causaria problemes sense fi. Es farà una bona neteja. No estic pas alarmat per aquestes transferències, ja que són més possibles en les condicions modernes".

Tot i això, les posteriors expulsions d'alemanys es van fer de manera brutal i, d'acord amb un informe del ministeri de Refugiats i Desplaçats de l'Alemanya Occidental de 1966, comportà la mort de 2,1 milions de persones.

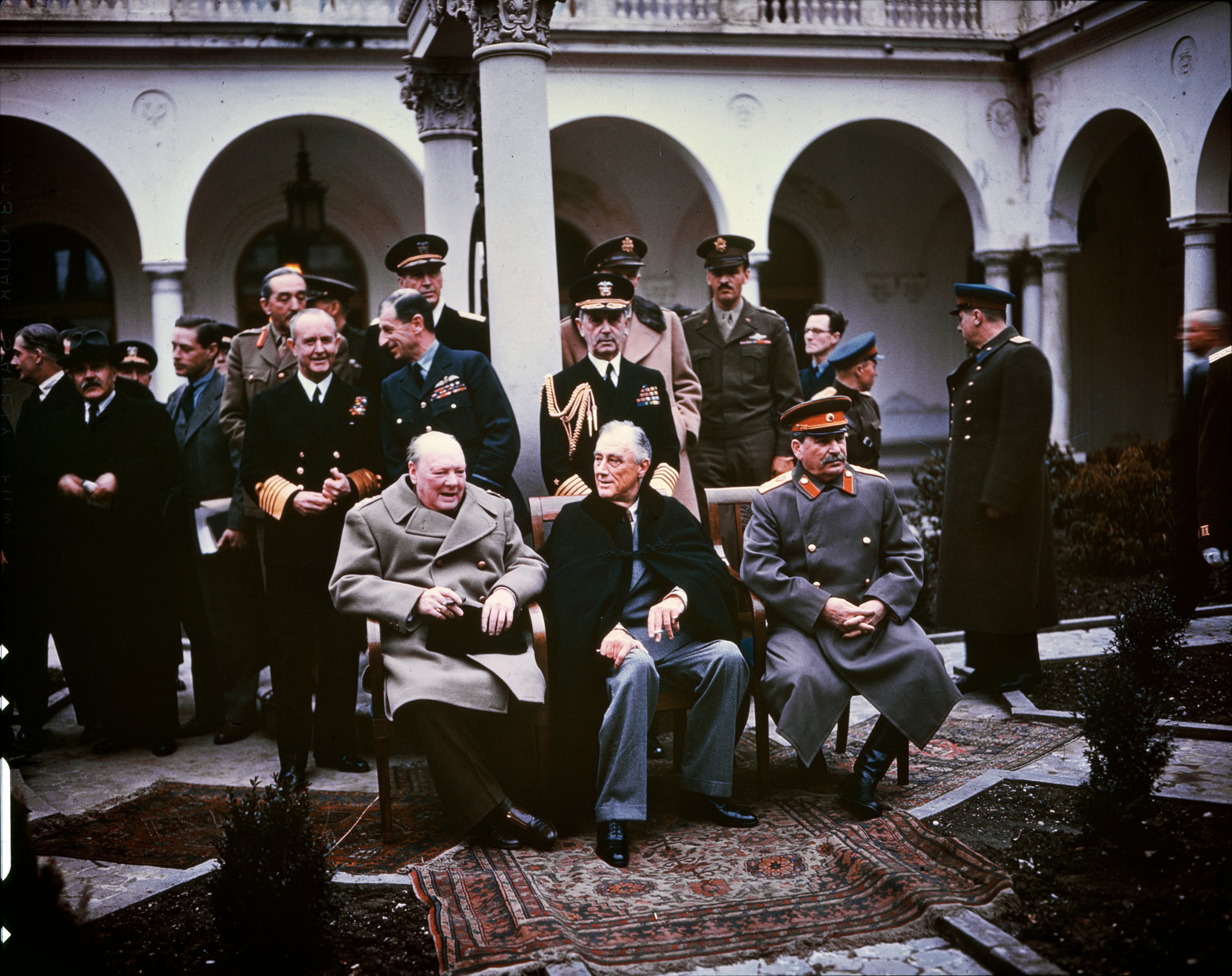
Churchill, Roosevelt i Stalin a la Conferència de Ialta, febrer de 1945.

Churchill s'oposà a l'annexió de Polònia per la Unió Soviètica, així com al traçat de les noves fronteres amb la Unió Soviètica i Alemanya, ja que ho considerava com un acte de traïció vers al govern polonès a l'exili, i va escriure amargament sobre això als seus llibres, però va ser incapaç d'evitar-ho a les conferències de pau.
A l'octubre de 1944, juntament amb Anthony Eden (aleshores secretari del Foreign Office), va viatjar fins a Moscou per trobar-se amb el líder soviètic. En aquells moments, l'Exèrcit Roig estava avançant per diversos països de l'Europa Oriental. Churchill mantenia l'opinió què fins que tot no es confirmés a la Conferència de Ialta, s'havia de fer ulls grossos i deixar que la guerra avancés.
Una de les conclusions de la Conferència de Ialta va ser que els Aliats tornarien a la Unió Soviètica a tots aquells ciutadans soviètics que trobessin a les zones aliades. Això afectà immediatament els presoners de guerra soviètics alliberats pels Aliats. Soljenitsin anomenà l'Operació Passar per sota la quilla com el darrer secret de la Segona Guerra Mundial. Els soviètics es referien a Churchill com el "Bulldog Britànic" per la seva voluntat de visitar els fronts de batalla.
Tot i el seu vell anticomunisme i la desconfiança que li inspirava Stalin, el cert és que Churchill no deixà de pensar en la Unió Soviètica com un aliat vers al fi comú d'acabar amb el nazisme. Així doncs, quan l'ambaixador nord-americà li va dir que "l'os rus exigeix molt i, no obstant això, no deixa de mossegar la mà que li dona menjar", Churchill replicà que "estic d'acord amb el seu comentari polític, però la veritat és que també es dedica a mossegar altres mans a l'hora", referint-se a la lluita de l'Exèrcit Roig contra Hitler. Després de la guerra, Churchill visità Stalingrad, encara en runes, i observà que era increïble fins on havien arribat els alemanys. L'intèrpret rus preguntà si ho deia pel grau de destrucció, i Churchill respongué: em refereixo fins on van arribar al mapa.

#### Controvèrsia pel bombardeig de Dresden

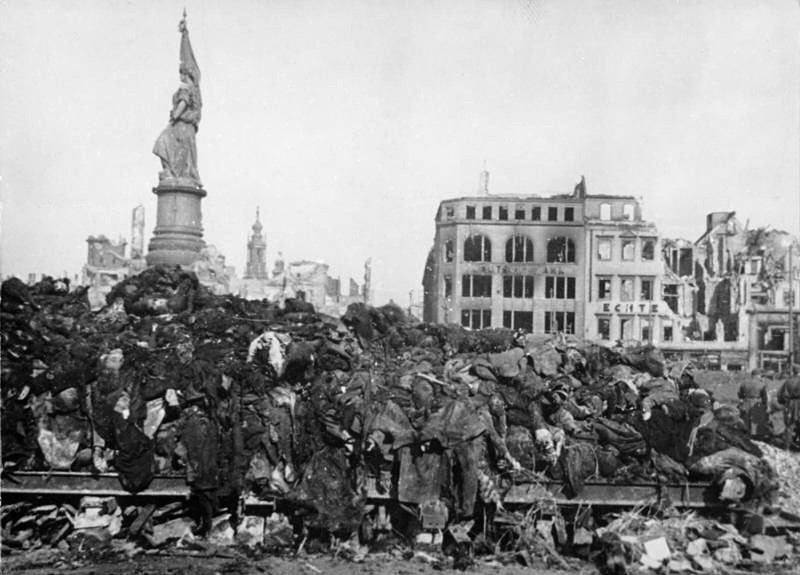
Fotografia històrica de la destrucció de Dresden, febrer de 1945.

Entre el 13 i el 15 de febrer de 1945, els bombarders britànics i americans atacaren la ciutat alemanya de Dresden, que estava plena de refugiats i ferits alemanys.
Donada la importància cultural de la ciutat, i per l'alt nombre de víctimes civils que ocasionà en un moment tan proper al final de la guerra, resta com una de les accions aliades més controvertides de tota la guerra.
Finalment, la responsabilitat per la part britànica de l'atac recaigué sobre Churchill, i va ser criticat per permetre que els bombarders actuessin. L'historiador alemany Jörg Friedrich afirma que "la decisió de Churchill de realitzar bombardeigs per àrees sobre una Alemanya desfeta entre gener i maig de 1945 va ser un crim de guerra", mentre que el filòsof A. C. Grayling qüestionà tota l'estratègia de bombardeig de la RAF argumentant que si bé no era un crim de guerra sí que ho era contra la moral, preguntant-se si realment els Aliats lluitaven una guerra justa.

#### El final de la II Guerra Mundial

Churchill es dirigeix a la multitud des de Whitehall el dia en què anuncià a la nació que havien guanyat la guerra, 8 de maig de 1945.

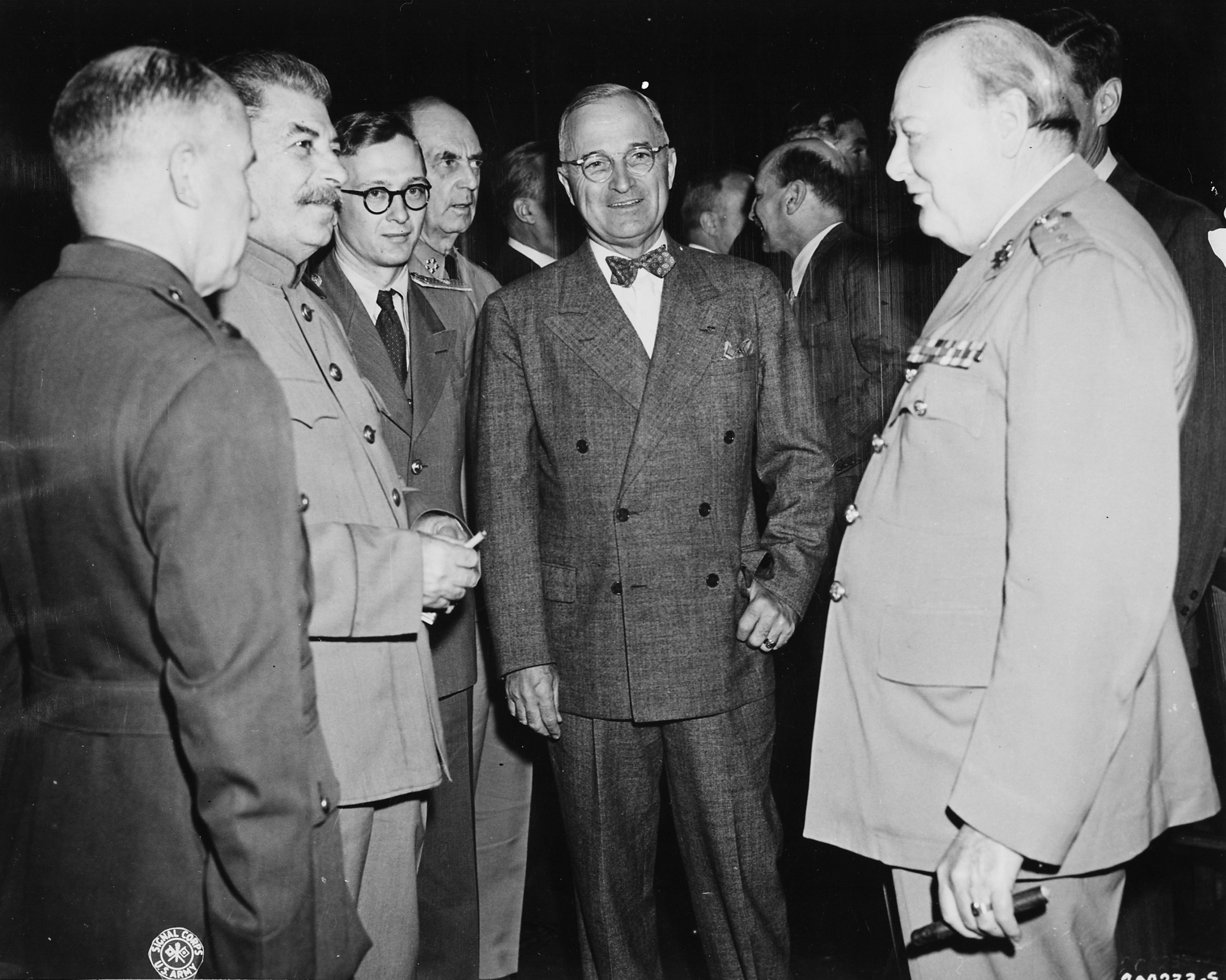
La Conferència de Potsdam: Stalin, Harry S. Truman i Winston Churchill, juliol de 1945.

Al juny de 1944, les tropes aliades van envair Normandia i van fer que durant l'any següent les tropes alemanyes es batessin en retirada. Després de ser atacats pels Aliats en tres fronts, i malgrat els fracassos com l'Operació Horta, i els contraatacs com la batalla de les Ardenes, Alemanya ja estava derrotada.
El 7 de maig de 1945, al Quarter General del SHAEF a Reims, els aliats acceptaren la rendició alemanya. El mateix dia, les notícies de la BBC anunciaren que el 8 de maig seria el Dia de la Victòria a Europa. El Dia de la Victòria, Churchill, anuncià per ràdio a la nació des de la Cambra dels Comuns que Alemanya s'havia rendit i que l'alto el foc a tots els fronts europeus entraria en efecte un minut després de tocada la mitjanit d'aquella mateixa nit. Després, des de la balconada del ministeri de Sanitat, Churchill digué a la multitud reunida a Whitehall "Aquesta victòra és vostra"; però la gent li contestà: "No, és seva", i Churchill els feu cantar Land of Hope and Glory.
Churchill va arribar a la conclusió que els Estats Units i l'Imperi Britànic haurien de preparar-se perquè, davant del fet que l'Exèrcit Roig ignorava les fronteres prèviament acordades a Europa, "haurien d'imposar a Rússia la voluntat dels Estats Units i l'Imperi Britànic". El pla, anomenat Operació Impensable, va ser rebutjat pel Comitè de Caps d'Estat Major Britànic com militarment impossible. No obstant això, aquesta decisió no aturà el posterior desenvolupament de plans de guerra, fins a culminar en la doctrina de la Guerra Freda.

### Líder de l'oposició
El 25 de juliol de 1945, Churchill va interrompre la seva participació en la conferència de Potsdam, als afores de Berlín, acomiadant-se del president Truman i de Stalin per tornar a Londres a fi d'anunciar el resultat a les eleccions, en les quals els dirigents del Partit Conservador confiaven que sortirien reelegits per una àmplia majoria.
Churchill havia tingut un paper destacat en la defensa del Regne Unit durant la Segona Guerra Mundial, fet que li havia generat un gran suport entre la població britànica, però va ser derrotat a les eleccions de 1945. S'han donat moltes explicacions sobre aquesta derrota i sembla que la raó clau va ser que l'home que havia encapçalat els britànics en la guerra no era vist com l'home per dirigir-los en la pau. Entre les altres causes apuntades, hi figuren el seu desacord amb les idees de com millorar el sistema de salut i d'educació públiques, que provocaren descontentament en certs sectors socials (especialment entre els excombatents), o si fou un vot de càstig al Partit Conservador i no a Churchill, donades les actuacions de Chamberlain i Baldwin abans de la guerra.
El 26 de juliol, davant la derrota electoral, presentà la seva renúncia al rei i li recomanà que es posés en contacte amb Attlee.
| « | Només em queda expressar al poble britànic, pel que he treballat en aquests anys atzarosos, la meva profunda gratitud per suport ferri i inquebrantable que m'ha brindat durant el meu mandat i per les nombroses manifestacions d'amabilitat que ha tingut amb el seu servidor. | » |

Durant 6 anys serví com a líder de l'oposició, i durant aquests anys continuà tenint impacte en els afers mundials. Al seu viatge als Estats Units, el març de 1946, va perdre molts diners en una partida de pòquer amb Harry Truman i els seus consellers, en una timba que s'ha fet famosa (també li agradava jugar a bezique, que havia après mentre que servia a la Guerra Bòer).
Va ser durant aquest viatge quan pronuncià el seu discurs sobre el Teló d'Acer, sobre la Unió Soviètica i la creació d'un Bloc Oriental, alertant que els antics camarades d'armes s'havien convertit en un enemic mortal. En un discurs pronunciat el 5 de març de 1946 al Westminster College de Fulton (Missouri) afirmà que:
| « | Des de Stettin, al Bàltic, fins a Trieste, a l'Adriàtic, ha caigut un teló d'acer que travessa el continent. Darrera d'aquesta línia, es troben totes les capitals dels antics estats de l'Europa Central i Oriental. Varsòvia, Berlín, Praga, Viena, Budapest, Belgrad, Bucarest i Sofia, totes aquelles ciutats famoses i les poblacions que les envolten queden dins del que haig d'anomenar l'esfera soviètica, i totes estan sotmeses, d'una forma o altra, no només a la influència soviètica, sinó que també a un grau molt elevat i, en molts casos, creixent de control per part de Moscou. | » |

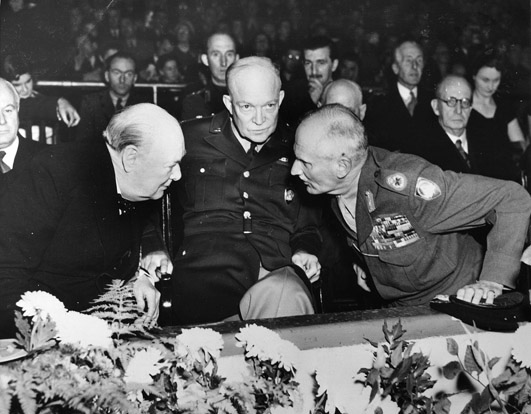
Churchill, amb el General americà Dwight D. Eisenhower i el Mariscal britànic Bernard Law Montgomery, en l'assemblea de l'OTAN d'octubre de 1951, poc abans que Churchill tornés a ser primer ministre.

Winston Churchill fou un dels primers seguidors del paneuropeisme. En un discurs a la Universitat de Zúric pronunciat el 19 de setembre de 1946, Winston Churchill clamà pels Estats Units d'Europa i la creació d'un Consell d'Europa. Per començar, creia que el primer pas en la recreació de la família europea havia de ser una associació entre França i Alemanya, i preparà el terreny perquè una futura Alemanya occidental democràtica tornés a entrar a la comunitat de nacions i evitar futurs conflictes. També participà en el Congrés de la Haia de 1948, on es discutí la futura estructura i el paper d'aquest Consell d'Europa. Finalment, el Consell Europeu es fundà el 5 de maig de 1949 mitjançant el Tractat de Londres, situant-se la seva seu a la ciutat d'Estrasburg. Churchill és considerat com un dels fundadors de la causa de la Unió Europea.
Però malgrat aquest europeisme, Churchill creia que el lloc del Regne Unit estava separat del continent, anant molt més de la mà amb els països que formaven la Commonwealth i l'Imperi Britànic i amb els Estats Units, en una esfera angloparlant.
| « | No s'aconseguirà prevenir una guerra amb tota seguretat ni que segueixi creixent l'organització mundial sense allò que he anomenat l'associació fraternal entre la Comunitat Britànica de Nacions, l'Imperi Britànic i els Estats Units. | » |

Per això, es mostrà contrari a l'entrada britànica a la Comunitat Europea del Carbó i l'Acer, que veia com un projecte franco-alemany de cooperació entre els països europeus i per prevenir futures guerres al continent.
| « | Tenim el nostre somni i la nostra tasca. Estem amb Europa, però no en ella. Hi tenim lligams, però no estem combinats. Estem interessats i associats, però no absorbits | » |

També volgué donar a França un seient permanent al Consell de Seguretat de les Nacions Unides, afegint d'aquesta manera una altra nació europea poderosa al consell, per contrarestar el poder de la Unió Soviètica, que també en tenia un.
Pel que fa a la política britànica, la primera gran discussió de Churchill en aquesta etapa com a líder de l'oposició fou si s'havia o no d'abandonar el control britànic de l'Índia. En un discurs pronunciat a la Cambra dels Comuns, a inicis de març de 1947, Churchill advertí dels perills d'atorgar la independència a l'Índia massa aviat. Churchill creia que els partits polítics indis, realment, no representaven el poble, i que en pocs anys no quedaria cap rastre del nou govern. Aquesta fatal predicció de Churchill no es convertí en realitat quan l'Índia aconseguí la seva independència, també amb el suport de Churchill.

### Segon període com a primer ministre

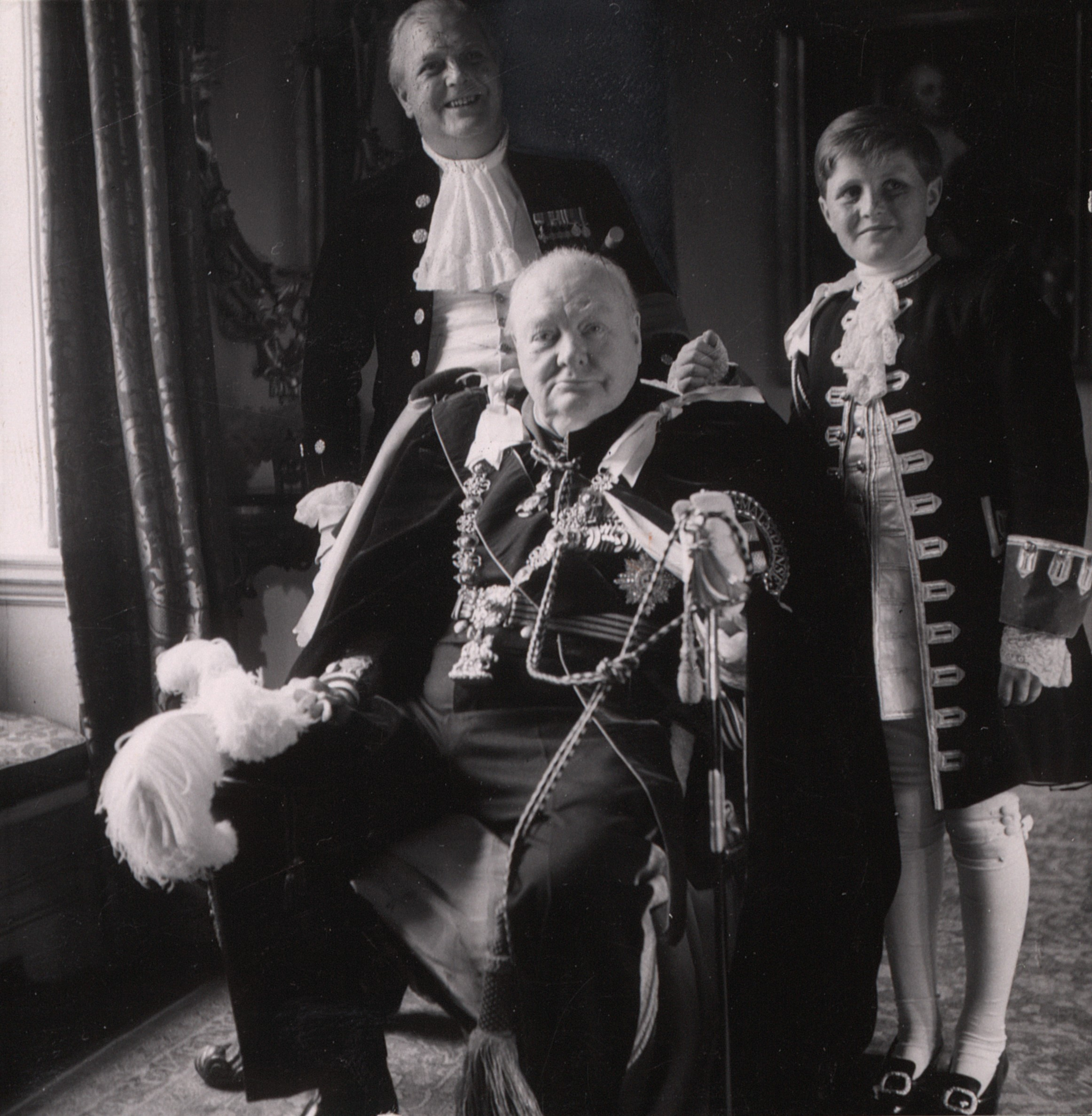
Winston Churchill, el seu fill Randolph i el seu net Winston, vestits per a la cerimònia de coronació d'Elisabet II el 1952.

#### Retorn al govern i declivi de l'Imperi Britànic
Després de les eleccions generals de 1951, Churchill tornà a ser el primer ministre. El seu tercer govern (després del govern nacional durant la guerra i el govern provisional de 1945) durà fins a 1955, quan dimití. En aquest temps, renovà el que ell anomenà la "relació especial" amb els Estats Units i tractà d'intervenir en la formació de l'ordre mundial de postguerra. En qüestions racials, Churchill encara era de pensament victorià, tractant en va de restringir l'arribada d'immigrants de l'Índia occidental al Regne Unit (al gener de 1955 va dir al govern que "Mantenir la Gran Bretanya blanca" seria un bon eslògan. Ian Gilmour recorda que, el 1955, Churchill li va dir que la immigració era l'afer més important a què s'enfronta el país, però no podré aconseguir que cap dels meus ministres se n'adoni.
Però les prioritats domèstiques del seu govern van quedar eclipsades per una sèrie de crisis exteriors, que en part eren el resultat del continuat declivi del prestigi i del poder militar i imperial britànics. Sent un absolut defensor de la Gran Bretanya com a potència internacional, Churchill es trobaria sovint amb moments d'acció directa, com quan envià tropes britàniques a Kenya per lluitar a la Rebel·lió de Mau Mau. Intentant mantenir el que fos de l'Imperi, afirmà que no presidiria un desmembrament.
En aquesta darrera etapa com a primer ministre, Churchill ja mostrava signes evidents de la seva avançada edat. Tot i els seus problemes d'oïda, rebutjava fer servir l'audiòfon a les reunions, fent que aquestes s'haguessin de fer pràcticament cridant. Eisenhower remarcà al seu diari que Churchill seguia com sempre, i que creia que els problemes del món es podrien solucionar simplement mitjançant una estreta col·laboració entre els Estats Units i la Gran Bretanya.
Quan el 1953 Stalin va morir, Churchill intentà establir millors relacions amb la Unió Soviètica. Churchill veia la mort de Stalin com una oportunitat perquè la Unió Soviètica tingués un millor lideratge, i buscà a partir d'aquell moment la millora de relacions britanico-soviètiques. Però desafortunadament per a Churchill, els Estats Units ho veien d'una manera diferent.

#### La guerra a Malàisia
Aleshores van tenir lloc els esdeveniments coneguts com l'emergència de Malàisia. A Malàisia, des de 1948, s'hi desenvolupava una rebel·lió contra el mandat britànic. De nou, el govern de Churchill heretà una crisi, i Churchill escollí usar l'acció militar directa contra els que donaven suport a la rebel·lió, alhora que provava d'establir una aliança contra aquells que no es mantenien lleials als britànics. Inicià una campanya per guanyar-se la bona voluntat de la població, aprovant la creació de poblats fortificats, una tàctica que posteriorment imposarien les potències occidentals a les seves guerres al sud-est asiàtic.
L'Emergència de Malàisia era un moviment de guerrilles que, si bé estava centrada en un grup ètnic, havia estat promoguda per la Unió Soviètica. És per això que, en aquest cas, els britànics van obtenir molt més suport entre la població malaia que no pas en les confrontacions de Kenya i l'Iran. Al seu punt culminant, els britànics van arribar a tenir 35.000 soldats a Malàisia, i la rebel·lió començà a perdre força i suport de la població.
Mentre que la rebel·lió era esclafada a poc a poc, cada cop era més evident que el mandat colonial britànic ja no es podria mantenir gaire temps més. El 1953 es van fer plans per donar la independència a Singapur i a altres colònies de la regió. Les primeres eleccions tingueren lloc el 1955, dies abans de la renúncia de Churchill al govern; i el 1957, amb Anthony Eden com a primer ministre, Malàisia va ser declarada independent.

#### Relacions amb els Estats Units
Churchill també passà gran part d'aquest temps dedicat a les relacions anglo-americanes, i encara que les relacions amb el president Eisenhower no van ser tan cordials com les mantingudes amb Roosevelt, Churchill s'esforçà per mantenir la relació especial amb els Estats Units. Durant aquest segon mandat realitzà quatre visites oficials a Amèrica.

#### La Rebel·lió del Mau-Mau
El 1951 es produí un enfrontament entre el govern britànic i la Unió Africana de Kenya amb relació a la distribució de la terra en aquesta colònia. Quan les demandes de la Unió no van ser acceptades pels britànics es produí la rebel·lió dels Mau Mau el 1952. El 17 d'agost de 1952 es declarà l'estat d'emergència i es van enviar tropes britàniques a Kenya per acabar amb la rebel·lió. A mesura que ambdós bàndols intensificaven la ferocitat dels seus atacs, la rebel·lió es convertí en una guerra civil.
El 1953, després de la matança de Lari, perpetrada pels rebels Mau-Mau contra kikuius que seguien lleials als britànics, la situació política a Kenya canvià en el sentit que els britànics van obtenir un avantatge polític als ulls del món, donada la crueltat mostrada pel Mau-Mau en aquella matança. L'estratègia de Churchill va ser la d'enfrontar-se fortament amb la rebel·lió, mentre que implementava alguna de les concessions que el govern d'Attlee havia bloquejat el 1951. Va incrementar la presència militar britànica, nomenant el General Sir George Erskine com a cap de les tropes a Kenya, qui implementà l'anomenada "Operació Anvil" el 1954, mitjançant la qual derrotà a la rebel·lió a la ciutat de Nairobi. L'Operació Hammer serví per eliminar els rebels a la resta del país. Churchill ordenà que comencessin les negociacions de pau amb els polítics kenyans, però aquestes es van interrompre poc després que ell es retirés del govern.

#### La Disputa Anglo-Iraniana
Aquesta crisi s'inicià sota el govern de Clement Attlee. Al març de 1951, el Parlament iranià votà per nacionalitzar la Companyia Anglo-Iranian Oil, després de la proposta de Mohammad Mossadeq, qui havia estat escollit primer ministre l'abril de 1951. La Cort Internacional de Justícia va ser convocada per fer de mitjancer en la disputa, però l'oferta de repartir els guanys al 50% amb reconeixement de la nacionalització no va ser acceptada per Mossadeq. Les negociacions entre el govern britànic i l'iranià van quedar tallades, i el govern britànic començà a treballar en un cop d'estat. El president Truman no estava d'acord amb aquest cop i va decidir dedicar una major atenció a la Guerra de Corea. Els britànics, no obstant això, van decretar un embargament que pràcticament va anul·lar les exportacions del cru iranià.
Churchill intensificà la política de soscavar el govern de Mossadeq. Amdues parts llançaven propostes que l'altra rebutjava creient que tenia el temps a favor. Les negociacions van cessar i el bloqueig polític i econòmic començà a pressionar l'Iran, amb diverses temptatives de cop militar per part de les faccions probritàniques.
Churchill i Eden, ministre d'exteriors, perseguien dos objectius: per una part, el desenvolupament i la reforma a l'Iran; però, per l'altre costat, no volien perdre el control que tenien sobre els guanys derivats del petroli. En un principi van donar suport a Sayyid Zia com aquell amb qui es podia tractar, però a mesura que l'embargament s'allargava, els britànics s'inclinaren més i més a aconseguir aliances amb els militars. Churchill havia completat el cercle iniciat pels plans d'Attlee per donar un cop d'estat, amb la idea d'elaborar ell mateix un pla similar.
La crisi es va estendre fins a 1953. Churchill, amb el suport del president Eisenhower, aprovà un pla per donar un cop d'estat a l'Iran que comptava a instal·lar al poder a un adversari de Mossadeq anomenat Fazlollah Zahedi. L'estiu de 1953, les manifestacions començaren a intensificar-se als carrers de l'Iran, i després del fracàs d'un plebiscit, el govern de Mossadeq quedà desestabilitzat i Zahedi, amb el suport financer estranger, va prendre el poder el 20 d'agost.
Aquest cop d'estat indicava la tensió existent als anys de postguerra: les democràcies industrialitzades, àvides de recursos per reconstruir Europa després de la Segona Guerra Mundial i amb la necessitat d'enfrontar-se a la Unió Soviètica a la Guerra Freda, van combatre amb els països emergents, com ara l'Iran, de la mateixa manera que havien fet abans amb les seves antigues colònies. La idea d'una possible tercera guerra mundial contra la Unió Soviètica els obligava a perdre els escrúpols per manipular la política als països emergents. Per un altre costat, els governs d'aquests països eren sovint inestables i corruptes. Aquests factors creaven un cercle viciós que consistia en una intervenció que portava a la presa del poder per un govern dictatorial, el qual ràpidament degenerava en corrupció, la qual cosa requeria noves intervencions.

#### Els infarts
Churchill havia patit un petit infart mentre que es trobava de vacances al sud de França a l'estiu de 1949. Al juny de 1953, amb 78 anys, patí un infart més greu al 10 de Downing Street. La notícia es mantingué en secret al públic i al Parlament. Es va informar que Churchill només patia d'esgotament. Es va traslladar a Chartwell, la seva casa de camp, per recuperar-se dels efectes de l'infart, que li havien afectat la parla i l'habilitat de caminar. Tornà a la vida pública l'octubre per pronunciar un discurs a la conferència del Partit Conservador a Margate. Però, adonant-se de la seva decadència física i mental, Churchill es retirà com a primer ministre el 4 d'abril de 1955, sent succeït per Anthony Eden. El vespre abans que presentés la seva renúncia, la reina i el duc d'Edimburg van concedir als Churchill el poc freqüent honor d'anar a sopar al 10 de Downing Street. Churchill patí un nou infart al febrer de 1956.
L'afecció de Churchill per l'alcohol està ben documentada. Mentre que estava a l'Índia i a Sud-àfrica, va adquirir l'hàbit d'afegir una mica de whisky a l'aigua que bevia per tal de prevenir malalties. Consumia begudes alcohòliques diàriament, durant i fora de les menjades, encara que no se'l considera un alcohòlic.
| «                                                                   | Churchill diu que si haguéssim buscat durant deu anys no hauríem pogut trobar un lloc pitjor que Ialta, però creu que hi podrà sobreviure si s'hi emporta un bon carregament de whisky. Afirma que és bo per al tifus i que acaba amb els polls que creixen per allà | » |
| — Averell Harriman a un telegrama a Roosevelt, 24 de gener de 1945. | |   |

També als diaris de guerra del Mariscal Brooke trobem notícies de l'afecció de Churchill per la beguda. En uns moments en què Churchill es mostrava molt dolgut cap a la resistència de l'Estat Major nord-americà sobre les seves idees relatives a l'estratègia posterior al desembarcament de Normandia, en una reunió celebrada la nit del 6 de juliol de 1944 a Londres, Brooke afirma que
| « | Vam tenir una reunió espantosa amb en Winston que s'allargà ¡fins a les dues de la matinada! Ha estat la pitjor de totes les que hem mantingut. (Churchill) estava molt cansat després del discurs a la Cambra sobre les bombes aèries i intentà recuperar-se bevent. El resultat va ser que Churchill va adoptar una actitud sensiblera, malhumorada, d'embriaguesa, tot l'ofenia, desconfiava de tothom i feia gala d'un humor venjatiu contra els americans. | » |

### Retir i mort

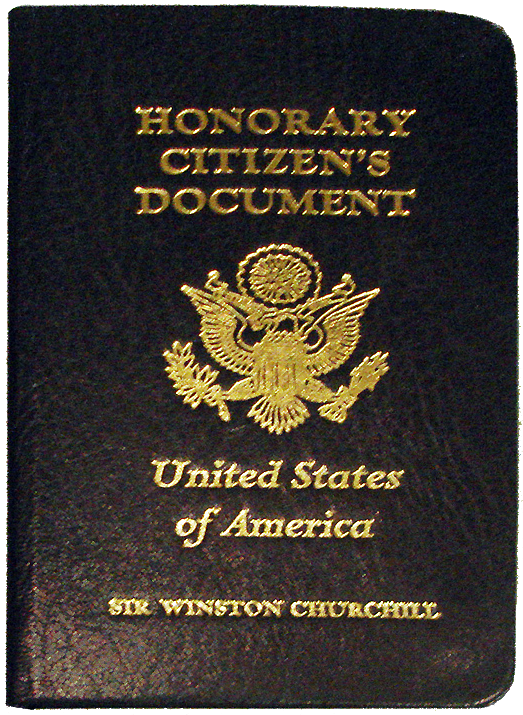
El passaport de ciutadà honorífic estatunidenc de Winston Churchill.

La reina Elisabet II oferí a Churchill un ducat, i ell escollí el títol inèdit de duc de Londres, però finalment declinà davant les objeccions del seu fill Randolph, qui hauria heretat el títol després de la mort del seu pare. Després d'abandonar el càrrec de primer ministre, Churchill passà menys temps al Parlament, assistint-hi només quan es tractava de votacions decisives, però ja mai més no tornà a parlar a la Cambra.
Sobre la crisi de Suez va dir en privat que mai no ho hauria fet sense consultar amb els americans, i un cop que ho hagués començat no m'hauria atrevit a aturar-ho. El 1959 es convertí en Pare de la Casa, el membre del Parlament amb el servei continuat més prolongat, sent l'únic parlamentari que ha servit entre els regnats de la reina Victòria i d'Elisabet II.
Com a mer parlamentari, Churchill passà gran part del seu retir a Chartwell i a la seva casa de Hyde Park Gate, a Londres. A les eleccions generals de 1959, la majoria de Churchill va caure, ja que molts electors joves no donarien el seu suport a un home de 85 anys, que havia d'anar a la Cambra dels Comuns en cadira de rodes. A mesura que les seves facultats anaven decaient, començà a perdre la batalla que lluitava des de feia temps contra la depressió. Hi ha especulacions sobre el fet que Churchill podria haver patit la malaltia d'Alzheimer en els seus darrers anys, encara que també es manté que la disminució de les seves capacitats mentals simplement era conseqüència dels infarts patits. Va trobar consol en el clima i la llum de la Mediterrània. Gran part de les seves vacances les compartí amb el seu conseller literari Emery Reeves i la seva esposa Wendy Russel a La Pausa, la seva vila a la costa mediterrània francesa (Clementine l'acompanyà en rares ocasions). Realitzà vuit creuers a bord del iot Christina com a convidat d'Aristòtil Onassis. En una ocasió, en què el Christina havia de travessar els Dardanels, Onassis ordenà que esperessin que fos de nit, per no portar amargs records al seu hoste.
El 1963, el president dels Estats Units John F. Kennedy proclamà Churchill Ciutadà Honorífic dels Estats Units, però, degut a la seva edat (88 anys) i al seu estat físic, va ser incapaç de desplaçar-se a la cerimònia celebrada el 9 d'abril als jardins de la Casa Blanca, enviant al seu fill Randolf en nom seu.
| « | He rebut moltes atencions dels Estats Units d'Amèrica, però l'honor que ara em concedeix no té igual i l'accepto amb profunda gratitud i afecte (...) Senyor president, el que ha fet il·lumina el tema de la unitat dels pobles de parla anglesa, al que he dedicat bona part de la meva vida. Voldria que acceptés i transmetés a les dues cambres del Congrés i, a través d'elles, a tot el poble estatunidenc, el meu agraïment solemne i sincer per aquesta distinció única, que sempre serà recordada amb orgull pels meus descendents. | » |

El 15 de gener de 1965, Churchill patí una greu trombosi cerebral que el deixà molt greu. Va morir a casa seva, a 90 anys, el matí del 24 de gener de 1965, curiosament 70 anys després del dia de la mort del seu pare.

### Funeral

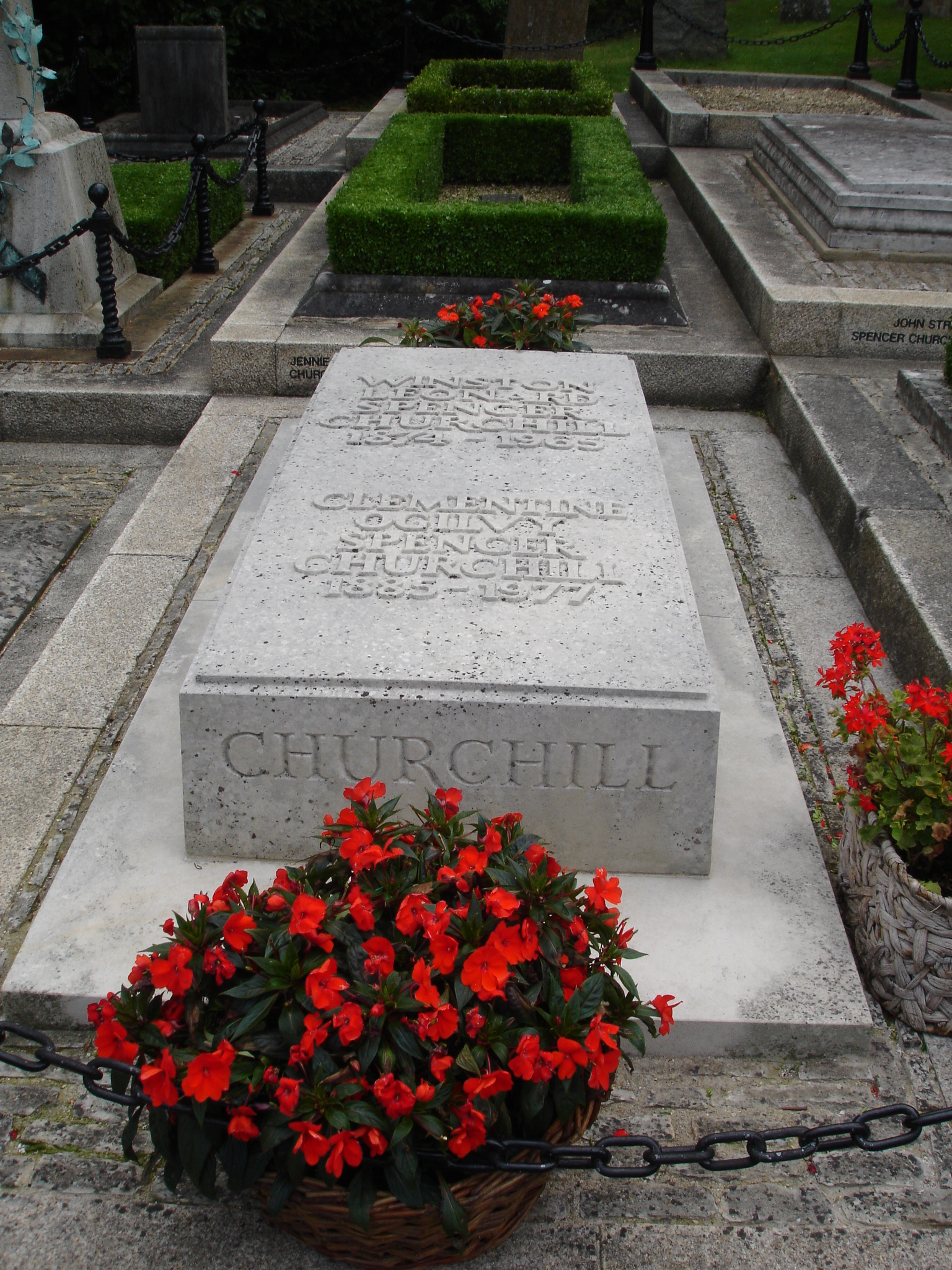
Tomba de Winston i Clementine Churchill

Per decret de la Reina, el seu cos va restar durant 3 dies a la capella ardent a Westminster, celebrant-se un funeral d'estat a la catedral de Saint Paul. Quan el seu taüt passà pel Tàmesi entre Tower Pier i Festival Pier, els operaris del port inclinaren les grues per saludar-lo. L'Artilleria Reial disparà 19 salves en honor seu (com es fa amb els caps de govern), i 16 avions de la Royal Air Force van sobrevolar Londres. El taüt va portar-se a l'estació de Waterloo on va ser carregat en un vagó de tren especialment preparat per portar-lo fins a Bladon. El seu funeral també va ser una de les majors reunions d'homes d'estat del món, amb representants de més de 100 països, incloent-hi el president de França Charles de Gaulle, el primer Ministre del Canadà Lester B. Pearson, el primer ministre de Rodèsia Ian Smith, l'expresident dels Estats Units Dwight Eisenhower, caps d'estat i de govern actuals i passats, i membres de les famílies reials de tot el món, només superada per la mort del Papa Joan Pau II, al 2005.
Per desig de Churchill, va ser enterrat a la tomba familiar de l'església de St. Martin, Bladon, prop de Woodstock, no gaire lluny d'on va néixer, al palau de Blenheim.

## Churchill com artista, historiador i escriptor

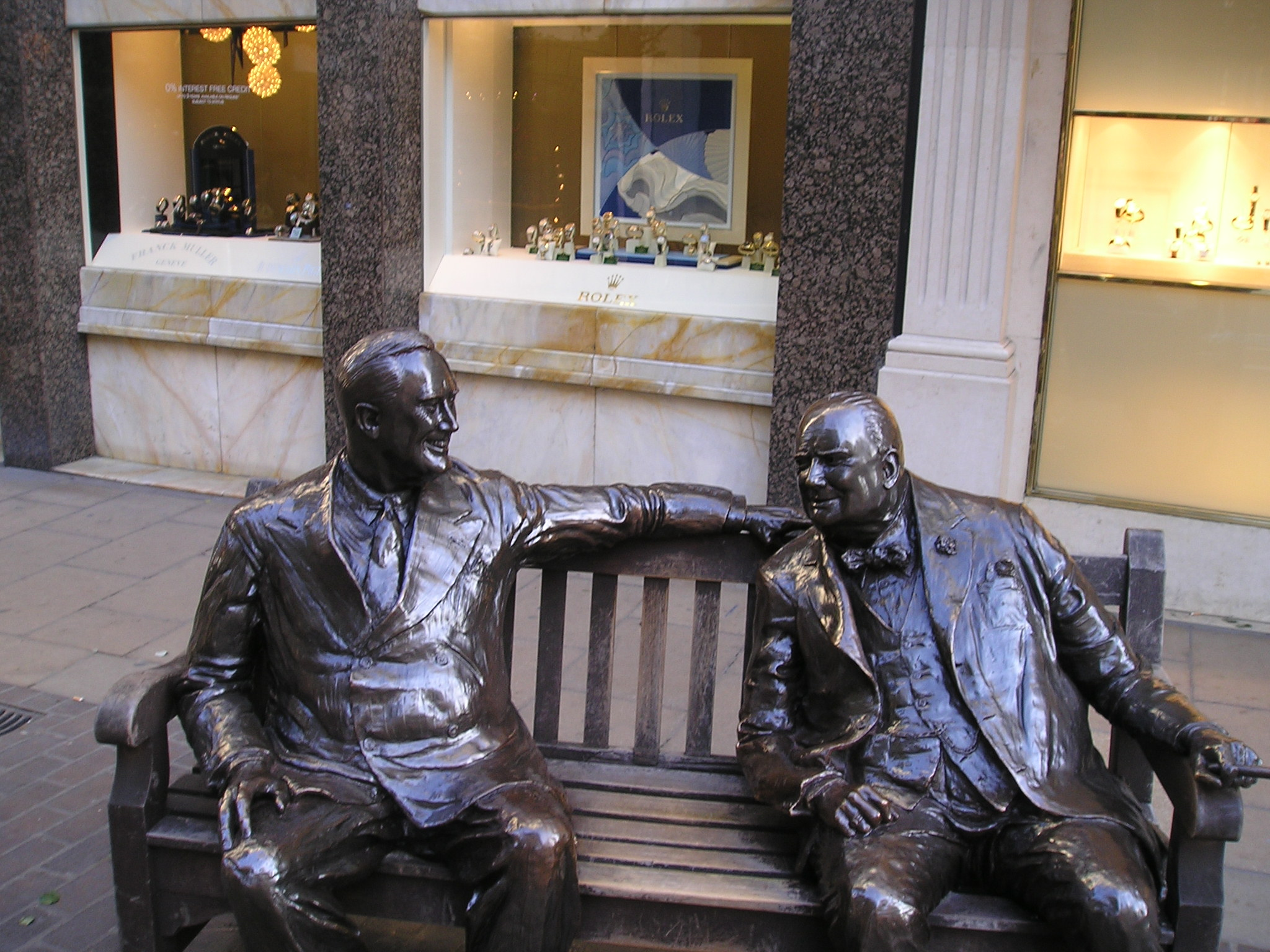
Estàtua de Churchill i Franklin D. Roosevelt a New Bond Street, Londres

### Churchill com a artista
Winston Churchill es dedicà també a la pintura, afecció que li proporcionava un gran plaer. Es lliurà a aquesta activitat especialment després de la seva dimissió com a primer Lord de l'Almirallat el 1915. Churchill trobà en la pintura un refugi per als períodes de depressió. Segons les seves pròpies paraules, lluitava contra un gos negre que el perseguí durant tota la seva vida. No obstant això, als seus paisatges i bodegons no hi ha cap signe que mostri aquest fet. Se'l coneix principalment per les seves escenes de paisatges impressionistes, moltes de les quals les pintà estant de vacances al sud de França, a Egipte i al Marroc. Durant la seva vida pintà dotzenes de quadres, alguns dels quals s'exposen al seu estudi de Chartwell, així com en col·leccions privades. La major part de les seves pintures són olis que representen paisatges, però també realitzà escenes d'interiors i retrats.

#### «Pintura diplomàtica»
Dels 500 quadres que va plasmar al llarg de la seva vida, alguns els va escollir com a regal singular a figures polítiques, especialment nord-americanes, com a profunda mostra d'amistat, gratitud i reconeixement. A destacar, l'obra titulada Torre de la Mesquita Koutoubia, que va ser l'únic que va completar durant la Segona Guerra Mundial i se'l va obsequiar a Roosevelt després de la Conferència de Casablanca de gener del 1943. Immortalitzant un dels preciosos paisatges que, tots dos, havien observat durant acabada la cimera. Ha estat el quadre de Churchill que més preu ha assolit, 8,3 milions de lliures, al canvi del moment 9,6 milions d'euros, el març de 2021, quan l'actriu Angelina Jolie, a qui li havia regalat Brad Pitt, el va subhastar, a través de Christie's.Com a picada d'ull a aquesta pintura i al seu significat, el 1948, realitzaria una reproducció, en aquest cas sota el títol de Marràqueix, si bé canviant lleugerament l'enfocament i l'enquadrament, per donar-li-ho, el 1951, al successor de Roosevelt després d'esdevenir la seva mort, Truman. Sent subhastat, per la filla d'aquest, Margaret, al desembre de 2007, mitjançant Sotheby's, i aconseguint la xifra de 468.500 lliures.
El 1953, li va lliurar com a present un al que va ser Cap de l'Estat Major del Departament de Guerra de Roosevelt, i Secretari d'Estat i de Defensa de Truman, George Marshall, impulsor del Pla Marshall, titulat Vista de Tinerhir, datat el 1951, sent un altre paisatge marroquí. En aquest cas, subhastat a Sotheby's, el desembre del 2006, per 612.800 lliures, equivalent, al canvi d'aquell instant, a 904.367 euros. Churchill també li regalaria una de les seves pintures, novament una vista marroquina, de la Vall de l'Ourika i la serralada de l'Atlas, a Eisenhower.

### Churchill com a historiador i escriptor
Churchill va ser un escriptor prolífic durant tota la seva vida i en els períodes que va estar fora del govern es considerava com un escriptor que també era membre del Parlament. Malgrat el seu origen aristocràtic, la seva herència va ser insignificant, atès que la seva mare n'havia gastat la major part. És per això que sempre va tenir pocs diners i escrivia per una remuneració que li permetés mantenir el nivell luxós de vida que duia. Diverses de les seves primeres obres històriques van ser escrites amb la finalitat d'obtenir diners. Abans de 1946, els membres del Parlament només rebien un salari nominal (i abans de 1911 no rebien res), i molts tenien altres professions que els permetessin viure. Des del seu primer llibre, "The Story of the Malakand Field Force", publicat el 1898, fins al seu segon mandat com a primer ministre, els ingressos de Churchill provingueren gairebé tots d'escriure llibres i articles d'opinió als diaris i revistes. Un dels seus articles més famosos és el que va aparèixer a l'Evening Standard el 1936 advertint de l'ascens de Hitler i dels perills de la política d'apaivagament.
Tot i ser un excel·lent escriptor i historiador, no seguí estudis reglats d'història, sinó que fou de formació autodidacta. Les principals influències a la seva prosa i al seu estil van ser la "Història de la Guerra Civil Anglesa" de Clarendon, la "Història del Declivi i Caiguda de l'Imperi Romà" de Gibbon i la "Història d'Anglaterra" de Macaulay. Va tenir molt poc interès per la història social o l'econòmica, ja que veia la història des del punt de vista militar i polític, creada per grans homes més que per forces econòmiques o canvis socials.
Churchill fou el darrer i més influent expositor de la història segons el concepte "Whig", el qual es basava en la creença dels segles XVIII i xix segons la qual el poble britànic tenia una grandesa única i molt especial, així com una destinació imperial i que, per tant, la història de la Gran Bretanya havia de veure's com el progrés per a arribar a aquesta destinació. Aquesta creença va inspirar tant la seva obra literària com política i mai va modificar el seu punt de vista ni va mostrar cap interès per altres escoles de pensament, tot i que fins i tot a la seva època de joventut ja es considerava com anacrònic aquest punt de vista.
Els seus llibres d'història es poden catalogar en tres categories: 
- La primera es relaciona amb la història de la seva família, com és la biografia del seu pare Life of Randolph Churchill (1906) i del seu avantpassat Marlborough: His Life and Times (1933-1938). Aquestes biografies han estat qüestionades pel desig de Churchill de presentar aquests personatges en els seus millors aspectes, fent molt poc ús del material històric existent i, en el cas del seu pare, ometent informació que en reflectia elements poc atractius, tot i que als arxius de la família hi havia documentació que així ho assenyalava. La biografia de Marlborough mostra el gran talent literari de Churchill, no tant pel seu rigor històric sinó pel seu llenguatge, i és considerada com una obra mestra.
- La segona categoria són els treballs autobiogràfics de Churchill, incloent-hi les seves experiències com a corresponsal de guerra, les quals van ser plasmades en llibres com Makaland Field Force (1898), The River War (1899), London to Ladysmith via Pretoria (1900) i Ian Hamilton's March (1900). Uns llibres molt interessants i entretinguts, que contenen informació molt valuosa sobre les guerres imperials de la Gran Bretanya a l'Índia, el Sudan i Sud-àfrica, tot i que en realitat eren llibres escrits per a la seva autopromoció, ja que des de 1900 Churchill estava bolcat de ple en la política.
- La seva reputació com escriptor, no obstant això, descansa principalment en la tercera categoria dels seus llibres, que comprèn tres massius treballs d'història narrativa. Són les històries de la Primera Guerra Mundial: The World Crisis (sis volums, 1923-1931) i la Segona Guerra Mundial: The Second World War (sis volums, 1948-1953) i History of the English-Speaking People (quatre volums, 1956-1958); uns dels llibres d'història més extensos que mai hagin estat publicats. La història narrada per Churchill sobre les dues Guerres Mundials està lluny de ser convencional, ja que l'autor va participar-hi activament. Ambdues col·leccions són, per tant, memòries i narracions de fets històrics, però Churchill es va assegurar d'incloure esdeveniments en els quals no va participar, com per exemple, la guerra entre Alemanya i la Unió Soviètica. Inevitablement, en els seus llibres el centre de la narrativa és la Gran Bretanya i ell mateix.

Com a membre del govern en part de la Primera Guerra Mundial i com primer ministre en la Segona, Churchill va tenir accés a documents oficials, plans militars, secrets oficials i correspondència entre els líders de les potències mundials. Després de la Primera Guerra Mundial, quan existien molt poques regles referents a l'ús d'aquesta documentació, Churchill simplement va prendre aquests documents quan es va retirar del govern i en va fer ús lliure en els seus llibres. A partir d'aquell moment, es van establir una sèrie de regles estrictes que van evitar que documents oficials fossin utilitzats per escriure narracions històriques o memòries una vegada que els ministres abandonessin el govern.
El llibre The World Crisis va ser inspirat en l'atac de Lord Esher sobre la reputació de Churchill a les seves memòries. El llibre és una barreja d'història militar amb la narrativa elegant de Churchill; alguns passatges on es refereix a la història política i diplomàtica són escrits sovint per justificar les seves pròpies accions durant la guerra; mentre que la descripció d'altres figures polítiques i militars indicava de vegades la intenció de saldar revenges personals. Aquestes obres mostren les opinions personals de Churchill, però tenen un gran interès, ja que l'autor participa directament en els fets, la qual cosa permet conèixer des de dins la política britànica de la primera meitat del segle xx. Arthur Balfour va opinar sobre The World Crisis com "una brillant autobiografia, disfressada com una història de l'univers".
El 1953 fou guardonat amb el Premi Nobel de Literatura, per les seves memòries de guerra i el seu treball periodístic o, segons l'Acadèmia Sueca, per la seva mestria en la descripció històrica i biogràfica així com per la brillant oratòria en defensa i exaltació dels valors humans.

### Obra seleccionada
- 1898: The Story of the Malakand Field
- 1899: The River War
- 1900: Savrona
- 1906: For Free Trade
- 1906: Lord Randolph Churchill, 2 volums
- 1908: My African Journey
- 1923-1931: The World Crisis, 6 volums
- 1930: My Early Life
- 1931: India
- 1933-1938: Marlborough, 4 volums
- 1937: Great Contemporaries
- 1939: Step by Step
- 1946: Victory
- 1948-1954: The Second World War, 6 volums
- 1951: In the Balance
- 1951: War Speeches, 3 volums
- 1956-1958: A History of the English-speaking Peoples, 4 volums
- 1962: Frontiers and Wars

## Honors i reconeixements

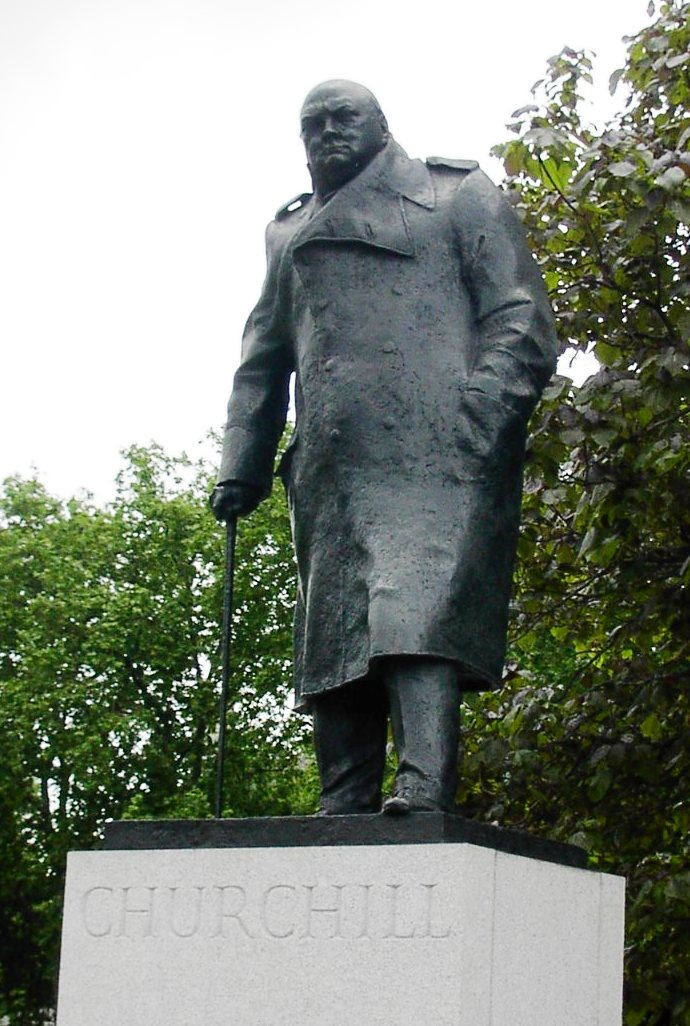
Estàtua de Churchill a Westminster, Londres, davant del Parlament.

### Distincions

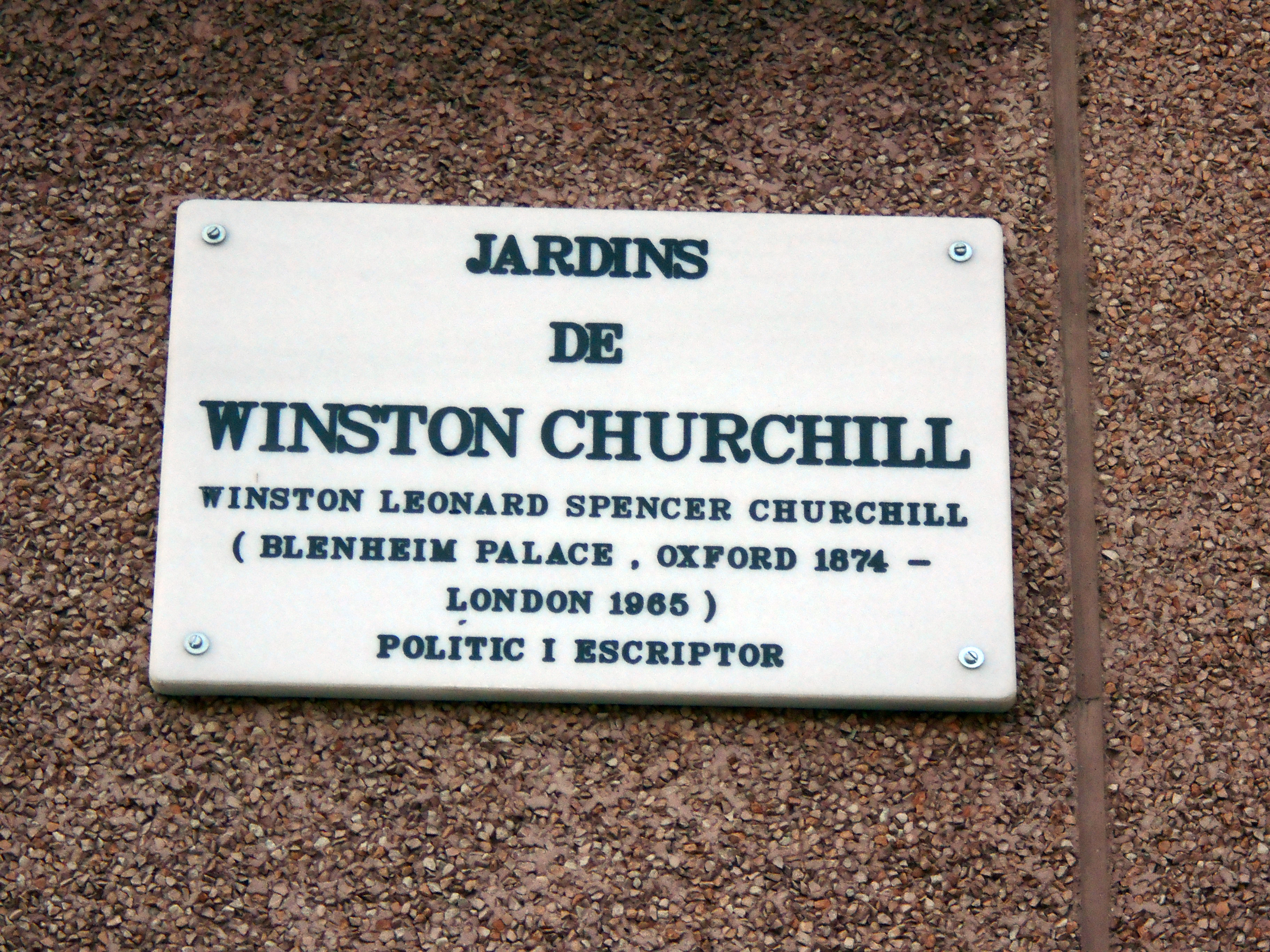
Placa dels Jardins de Winston Churchill, a Barcelona

Abans de rebre el gran honor de tenir un funeral d'estat, Churchill havia rebut nombrosos premis i honors durant tota la seva vida, incloent-hi el fet d'haver estat la segona persona nomenada Ciutadà Honorífic dels Estats Units. El 1953 li fou concedit el títol de Cavaller de l'Imperi Britànic, esdevenint Sir Winston Churchill, i el 24 d'abril de 1953 fou nomenat Cavaller de l'Orde de la Lligacama, i investit com a tal el 14 de juny de 1954. També el 1953 va rebre el Premi Nobel de Literatura pels seus nombrosos treballs publicats, en especial la seva obra en sis volums La Segona Guerra Mundial. El 1955, la Reina Elisabet li proposà el títol de duc (a diferència dels altres primers ministres, als que només se'ls feia comtes), títol que rebutjà per no interferir en la futura carrera política del seu fill Randolph. El 2002, una enquesta de la BBC sobre "Els 100 britànics més importants", va ser proclamat com "El major de tots ells", amb un milió de vots dels espectadors de la BBC. Churchill també va ser escollit com un dels líders més influents en tota la història per la revista Time. El 1958 es fundà el Churchill College, a Cambridge, en honor seu. L'any 1956 li fou concedit el Premi Internacional Carlemany, concedit a Aquisgrà, pel seu esforç en defensar la unitat europea.

### Dedicació d'espais públics, estàtues i equipaments públics
Hi ha una extensa llista de ciutats, poblacions i institucions arreu del món, particularment a Europa, que han honrat la seva memòria dedicant-li carrers, places, avingudes, estàtues, escultures, parcs i equipaments, entre d'altres.
Als Països Catalans destaquen com a exemples el carrer de Winston Churchill a Sant Fulgenci (Baix Segura).
El Govern de la Comunitat de Madrid va crear una escola pública (educació infantil i primària) amb el seu nom, C.E.I.P. Winston Churchill, ubicada a l'Avinguda de la Gran Via de l'Est, 5, Madrid, va ser inaugurada, el 6 d'octubre de 2008, per la presidenta de la Comunitat, Esperanza Aguirre, sent un centre bilingüe (castellà i anglès).

#### Barcelona
Article principal: Jardins de Winston Churchill
La ciutat de Barcelona inaugurà, el 15 desembre de 2012, els Jardins de Winston Churchill, un parc urbà situat al barri de Les Tres Torres, al districte de Sarrià-Sant Gervasi, a la cantonada inferior de la intersecció de la Via Augusta i la Ronda del General Mitre, on també s'instal·là una escultura en el seu honor, finançada econòmicament per la Fundació Catalunya Oberta.

### Doctorats Honorífics
- Doctor en Dret per la Universitat de Rochester
- Doctor en Dret per la Universitat Harvard (Cambridge, Massachusetts) el 1943
- Doctor en Dret per la Universitat McGill (Mont-real, Quebec) el 1944
- Universitat Wesminster a Fulton (Missouri) (5 de març de 1946)
- Doctor Honoris Causa per la Universitat de Leiden, als Països Baixos, el 1946[185]
- Universitat de Miami (Miami, Florida) el 1947
- Doctor en Filosofia per la Universitat de Copenhaguen el 1950

## Representacions en cinema i televisió
La seva imatge s'ha representat en cinema i televisió en diverses ocasions, entre les quals destaquen: Dudley Field Malone (Un americà a París, 1951); Peter Sellers (The Man Who Never Was, 1956); Richard Burton (Winston Churchill: The Valiant Years, 1961); Simon Ward (El jove Winston, 1972); Warren Clarke (Jennie: Lady Randolph Churchill, 1974); Wensley Pithey (Edward and Mrs Simpson, 1978); Timothy West (Churchill and the Generals, 1979, Hiroshima, 1995); William Hootkins (The Life and Times of David Lloyd George, 1981); Robert Hardy (Winston Churchill: The Wilderness Years, 1981, War and Remembrance, 1989); Bob Hoskins (World War II: When Lions Roared 1994); Albert Finney (The Gathering Storm 2002); Ian Mune (Ike: Countdown to D-Day, 2004); Rod Taylor (Inglourious Basterds, 2009); Brendan Gleeson (Into the Storm, 2009); Ian McNeice (Doctor Who: Victòria dels Dàleks;  S'obre la Pandorica; El casament de la River Song el 2010 i 2011); Timothy Spall (El discurs del rei, 2010).; Gary Oldman (Darkest Hour, 2017)